# Lev Yashin
Lev Ivanovich Yashin (em russo: Лев Иванович Яшин, Moscou, 22 de outubro de 1929 – Moscou, 20 de março de 1990) foi um jogador de futebol soviético que atuou como goleiro, considerado frequentemente como o melhor goleiro da história. Ídolo máximo do Dínamo Moscou, único clube em que atuou durante a sua carreira, bem como o maior campeão nacional enquanto Yashin jogava, também é o único goleiro a ter conquistado a Bola de Ouro da revista France Football — em 1963. Junto do lutador Aleksandr Karelin e a Vsevolod Bobrov, atleta de futebol e hóquei sobre gelo, Yashin também foi eleito o maior nome do esporte russo como um todo.
Apelidado de Aranha Negra devido ao uniforme todo preto que usava, Yashin era conhecido pelo seu atletismo, posicionamento, estatura, bravura, presença imponente no gol e reflexos acrobáticos, embora sóbrios e sem exibicionismos. Também ganhou status por revolucionar a posição de goleiro, impondo sua autoridade a toda a defesa, sendo hábil também para lançamentos longos e certeiros com as mãos. Com uma presença vocal no gol, ele ditava ordens para seus zagueiros, saía da linha da pequena área para interceptar cruzamentos e também para fechar o ângulo de chute dos adversários, em época na qual os goleiros passavam os 90 minutos de pé na linha do gol esperando para serem chamados à ação. Também em tempos menos defensivistas do futebol, na qual a posição de goleiro era bastante mais nervosa, notabilizou-se pela postura incomumente calma para os padrões de então.
Suas performances pela Seleção Soviética causaram uma impressão indelével, em tempos em que seus feitos pelo Dínamo acabaram menos difundidos internacionalmente, diante do tempo mais fechado de seu país na Guerra Fria; clubes soviéticos só se permitiram participar dos torneios da UEFA a partir de 1965, quando o goleiro já estava mais veterano e conquistado a maior parte de seus títulos: o último de seus cinco títulos no campeonato soviético se deu em 1963 — e, desde então, o clube só venceu o torneio uma única outra vez, em 1976, mesmo considerando-se as temporadas do campeonato russo, após a dissolução da União Soviética. Em amistosos naquele período, o Dínamo, com Yashin, venceu por 5–0 o Arsenal em 1954; por 4–1 o Milan, dentro do San Siro, em 1955; saiu-se invicto em três jogos contra o Vasco da Gama, com 3–1 em Moscou, 1–1 no Rio de Janeiro (ambos em 1957) e 2–0 na neutra Caracas (em 1969); e venceu por 3–1 o Nacional de Montevidéu no estádio Centenário, em 1957, além do 5–0 sobre o Barcelona dentro do Camp Nou pelo Troféu Joan Gamper de 1970.
Entre os seus principais títulos, destacam-se a medalha de ouro nos Jogos Olímpicos de 1956 e a conquista da Copa das Nações Europeias de 1960, ano em que foi sondado pessoalmente por Santiago Bernabéu para defender o Real Madrid. O goleiro esteve com a URSS em quatro Copas do Mundo FIFA, estacando-se sobretudo nas de 1958, onde foi reconhecido como "o sucessor de Ricardo Zamora" pelo jornal espanhol Mundo Deportivo; e de 1966, na qual disputou com 37 anos e terminou avaliado como melhor goleiro do torneio pelo Jornal do Brasil.
Quando se aposentou, num jogo-despedida realizado em 1971, a FIFA resolveu homenageá-lo com uma medalha de ouro especial, por sua extraordinária contribuição para o esporte. Foi um entre tantos reconhecimentos que recebeu durante e após a vida, sendo popularmente considerado o melhor goleiro do século XX. Segundo a FIFA, Yashin defendeu mais de 150 pênaltis no futebol profissional, e não sofreu gols em 270 jogos.
A importância do futebol para o Aranha Negra ficou evidenciada em uma referência que fez a uma das maiores conquistas da história da humanidade: o fato do astronauta soviético Iuri Gagarin ter sido o primeiro humano a viajar pelo espaço, em 12 de abril de 1961. Poucos meses após a ocasião, Yashin declarou: "A alegria de ver Gagarin no espaço só é superada pela alegria de uma boa defesa de um pênalti". Ambos terminaram recordados juntos em crônica russa de 1999, segundo a qual "não importa o que digam hoje, tivemos uma grande época. Porque ninguém, nem mesmo o mais fanático que odeia o nosso país, ousará dizer que símbolos da Rússia do século XX, como Iuri Gagarin ou Lev Yashin, eram 'escravos' ou 'uma invenção da propaganda soviética'. Foram Gagarin e Yashin que personificaram os dois lados mais atraentes do personagem russo".

## Estilo de jogo

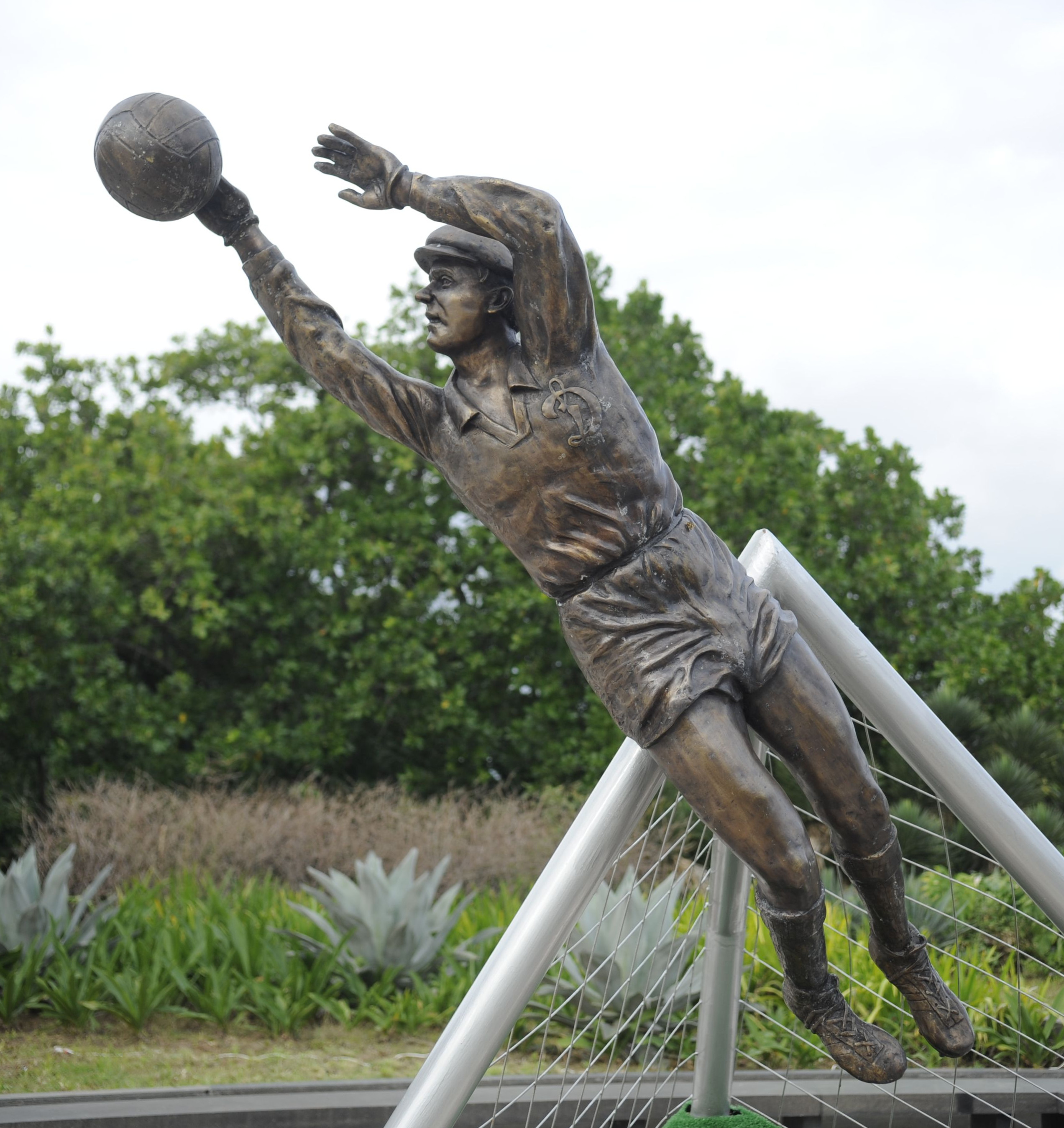
Estátua de Yashin exibida no Rio de Janeiro ao longo da Copa do Mundo FIFA de 2014, decorando o escritório local da União Russa de Futebol, sede da Copa do Mundo seguinte.

### O visual preto
Seu característico uniforme todo preto teria sido adotado a partir de 1955, conforme depoimento dado dez anos depois pelo próprio Yashin ao Jornal dos Sports, quando passava férias no Rio de Janeiro. Na ocasião, explicou suas razões:
| “ | Eu penso que meu uniforme sombrio e sem atrativos permite ao goleiro ser menos visto pelos atacantes adversários. Mais ainda: acredito que a roupa clara ou mesmo outra cor, até berrante, permite melhor alvo a quem chuta. Em suma: atrai mais a vista dos que nos agridem. Acho que devo ter minha razão na escolha. Depois que passei a me vestir de preto, Beara e Šoškić, da Iugoslávia; Grosics, da Hungria; e Schrojf, da Tchecoslováquia, não quiseram saber de outra cor. | ” |

Na mesma entrevista, ressalvou que desde que implantara tal visual, teria aberto uma única exceção, por ter sido a ocasião especial de Inglaterra contra Resto do Mundo, em 1963, na qual o preto no calção e nas meias foi acompanhado por uma camisa amarela.

### O atleta mental
A postura fria de Yashin no gol, incomum para os padrões da época, teria se mantido intacta durante toda sua carreira graças a um ritual pouco comum em que ele se submetia antes de jogos importantes. Nessas ocasiões, o goleiro fumava um cigarro "para acalmar os nervos" e tomava uma vodca "para tonificar os músculos".  Algo que ele desmentira em 1971:
| “ | O que há é muito amor. O amor que todos devemos ter pelas coisas que fazemos. O amor que sempre me levou a treinar com afinco, que não me deixou beber nem fumar, e que nunca me permitiu aceitar um gol sofrido como coisa normal. Sem amor, não há sucesso. E se o amor acaba, acaba o atleta, mesmo que ele tenha apenas 20 e poucos anos. | ” |

Seu preparo físico era considerado absolutamente superior aos jogadores da época. Yozhef Sabo, colega dele na Copa do Mundo FIFA de 1966, ao explicar como a URSS logrou terminar entre os quatro primeiros do Mundial, relatou: "todos os caras contribuíram para o nosso sucesso geral. A coragem de Shesternyov, a assertividade de Chislenko e a coragem de Ponomarov evocam respeito. Em suma, gostaria de dizer uma palavra gentil sobre todos. Parece-me que Yashin e Voronin merecem elogios especiais. Você precisa ver Yashin não só nas partidas, mas também nos treinos. Que atleta! Como ele nos entusiasmou, como trabalhou no gol até o último momento de exaustão, acertando dezenas dos chutes mais difíceis seguidos! Os jovens goleiros precisam aprender com Yashin, antes de tudo, trabalho heroico e árduo. Esta é a única maneira de expressar o verdadeiro amor pelo futebol". O próprio Voronin, similarmente, corroborou: "nunca me canso de admirar Yashin. Sua capacidade de dar tudo de si exatamente quando necessário é simplesmente fenomenal".
Yashin chegou também a minimizar sua atribuída habilidade em pegar pênaltis, declarando em 1967 para o Mundo Deportivo que "sem querer, com isto, ofender meus colegas goleiros, direi que um pênalti defendido é mais uma falha do atacante do que uma proeza do goleiro. Com efeito, se quem executa o tiro é um atacante como Eusébio, e não somente ele, não há goleiro que possa parar uma bola lançada de tão curta distância; é que não lhe dá tempo".
Yashin tivera um início de carreira sob seguidos questionamentos até 1953, quando passou a dedicar-se a treinamentos físicos especiais que lhe permitiram rápida ascensão em 1954. Seguiu defendendo disciplina atlética, conforme afirmação dada em 1983 à revista El Gráfico: "um goleiro é sinônimo de bons reflexos e isso implica intensas sessões de treinamento. Já o assumido aspecto mental foi abordado em notas dele ao Mundo Deportivo, admitindo à nota de 1967 do Mundo Deportivo que a postura fria era apenas aparente:
| “ | Um bom goleiro sempre sente inquietude, embora não exteriorize seu estado de ânimo. Os rivais não devem saber disso". | ” |

Em 1969, reiterou ao mesmo Mundo Deportivo: "só os maus esportistas não estão nervosos antes das partidas importantes. O que faz falta é que o inimigo não se dê conta". Relata-se como certas defesas suas, em pênaltis ou não, se facilitavam precisamente pela pressão psicológica que impunha no adversário, intencionalmente ou não.
Em 1981, a revista brasileira Placar promoveu, com jornalistas dos principais veículos da imprensa esportiva do mundo, uma eleição do time ideal da história. Yashin recebeu 33 dos 70 votos possíveis e foi escolhido para goleiro, recebendo então perfil em que se destacava que "não bastava atirar-se contra a bola. Antes era preciso dominar o adversário. Inibi-lo a ponto de fazê-lo perder gols aparentemente fáceis", com o russo declarando que intervenções famosas como a executada em 1959 contra Lajos Tichy "não aconteciam por acaso. Eram resultado de muito treino, físico e psíquico". Na mesma matéria, ensinava que "um goleiro nunca deve se desculpar pelos gols que toma. Nem tentar pôr a culpa em seus companheiros. Deve apenas jogar com lucidez, de maneira que seus companheiros de defesa tenham fé nele. Conseguindo isso, será levado a sério e cada erro seu será objetivo de escrupulosa análise. E aí nem a mais severa crítica alterará sua segurança".
Também a Placar, em 1999, publicou edição especial pela qual listava os cem maiores futebolistas do século XX. Yashin ficou em 11º, em matéria que continha outra declaração do goleiro acerca do aspecto mental do jogo: “A maior qualidade de um goleiro é intuir as ações de um atacante. Desse modo, pode destruí-lo psicologicamente”. Vladimir Maslachenko, reserva dele na Copa do Mundo FIFA de 1962, declararia em 1994 que Yashin gerava "um complexo" não somente nos adversários, mas até mesmo nos próprios treinadores, receosos em não escala-lo mesmo quando não aparentava boa forma, e em árbitros, que se viam inibidos de sancionar infrações e protestos do "Aranha-Negra".

### As inovações táticas, desdobramentos e revisionismos
Inspirado no goleiro búlgaro Apostol Sokolov, em excursão deste em 1949 na URSS, Yashin deixou de restringir à pequena área e foi um dos primeiros goleiros que passou a atuar virtualmente como um líbero. Desta forma, cortava cruzamentos altos, tomava as bolas nos pés dos atacantes e bloqueava os ângulos. Yashin também prezava pela antevisão dos lances adversários, antecipando de suas observações o movimento de defesa, Aprimorando a ideia do búlgaro, espalharia pela Europa a noção de um goleiro avançado em relação à sua área, misturando-se com os zagueiros; até então, os goleiros mais arrojados, como Ricardo Zamora e František Plánička, limitavam-se a avançar somente até os os limites da pequena área. Yashin teria simbolizado "a conquista da terceira dimensão" no posto.
Yashin também disseminou o uso do lançamento com as mãos para otimizar contra-ataques. Por outro lado, defendia a sobriedade nas intervenções, afirmando em 1983 para El Gráfico que "nunca fui admirador dos goleiros acrobáticos, pelo contrário, me agradam os simplistas. [Como] o alemão Maier e o italiano Zoff. Por essa simplicidade, chegaram a ser veteranos e eficientes, em uma posição muito difícil". Também admitira, ainda na década de 1960, que, diante da evolução de esquemas táticos do futebol, precisara gradualmente adaptar o estilo que o tornara famoso. Deu essa explicação em 1966:
| “ | Há menos saídas desse tipo hoje em dia, e atribuo isso principalmente à mudança nos sistemas táticos. Anteriormente, na época do WM, os laterais e o único central ficavam muito distantes um do outro. Os amplos corredores entre eles involuntariamente tentavam os adversários a enviar passes longos para o avanço. Portanto, muitas vezes tive que fazer longas incursões que pareciam arriscadas do lado de fora. Tais medidas foram úteis: salvavam meus parceiros de defesa do desperdício desnecessário de energia e eliminavam pela raiz artes marciais que estavam prestes a surgir. Na verdade, estas incursões eram seguras, porque exigiam apenas cálculos básicos. Agora é uma questão diferente. Com a aprovação do quarto zagueiro, surgiu um elo adicional nas comunicações anteriormente alargadas. A defesa tornou-se mais densa, os buracos quase desapareceram e, por fim, começou a se apresentar uma tendência constante de recuar, mais perto do goleiro, para vigiar vigilantemente a zona mais perigosa - as aproximações à baliza. As razões para o desaparecimento do passe longo para o avanço residem também no posicionamento taticamente mais competente dos defesas em relação aos seus jogadores. | ” |

Em 1967, um perfil do jornal Mundo Deportivo qualificou assim a características que tornaram Yashin famoso, já reconhecendo essas mudanças pelas quais passava:
| “ | A última linha defensiva é a mais responsável, pois o goleiro só pode contar com suas próprias forças e por isso ele, com mais frequência que os demais, se deixa levar pelos nervos. É por isso que a firmeza nos goleiros não é coisa que se encontre com tanta frequência. Mas essa é uma das qualidades que possui Yashin. Lev Yashin é magnífico goleiro, além de experiente organizador da defesa. Com frequência sugere a solução aos defensores e regula os deslocamentos deles na área de castigo. No calor da pugna, os defensores às vezes perdem a orientação e o goleiro, ao estar na última linha defensiva, vê melhor o campo. Além disso, Yashin tem um dom especial para ver o campo e para advinhar a possível direção do ataque. Isto chega com a experiência. Muitas vezes vimos Yashin jogar fora da área do gol. Isso o ajuda a interceptar quase todos os balões enviados desde os flancos, a segurar os passes dirigidos aos atacantes e a organizar os contra-ataques, enviado o balão a seu companheiro que se situe mais próximo. Não se pode dizer que o jogo fora das traves é uma invenção de Yashin. Existia antes que ele aplicasse, mas sempre representou algo assim como uma façanha pessoal do goleiro, como um número mortal, enquanto que Yashin demonstrou que, ao sair do gol, o goleiro se converte em parte integrante da defesa, se incorpora ao ambiente de jogo. Yashin fundou seu sistema de jogo nos limites da área de castigo. Ele mesmo faz pouco de como havia variado a tática de jogo dos goleiros: "com a aparição do segundo zagueiro central, surgiu um elo complementar nas comunicações muito estendidas anteriormente. A defesa se fez mais consistente, quase desapareceram as brechas e, por último, ela começou a manifestar a firma tendência de se ir para trás, de se aproximar mais de mim, com o propósito de defender a zona mais perigosa: os acessos às traves. Por isso, os defensores começaram a chegar a tempo nos passes largos, adiantados. Em tais condições, o passe largo a essa zona se converteu em algo absurdo e caiu no esquecimento. Os defensores, como tenho assinalado, preferem se agrupar próximo da área de castigo e os goleiros se viram entre os postes do gol e uma parede formada por jogadores seus e adversários. O campo de operações para o goleiro se estreitou sensivelmente". | ” |

Em outro perfil ao mesmo jornal, em 1969, ele reiterou como a evolução tática na década de 1960 o fizera mudar: "já não faço tantas saídas como antes, porque o jogo mudou. Antigamente, os laterais e o zagueiro central jogavam bastante separados uns dos outros. Estes espaços entre eles incitavam aos adversários os largos passes em profundidade. Por isso, eu saí às vezes muito longe da porta. Mas desde que se impuseram os sistemas 4-2-4 e 4-3-3 e apareceu o líbero, o goleiro se encontra atrás de uma barreira defensiva muito espessa. E já não tem necessidade de intervir longe da porta".
Outra inovação atribuída a Yashin como propulsor foi a de ordenar regularmente os colegas. O defensor Vladimir Ponomarov, colega dele na Copa do Mundo FIFA de 1966, elogiaria naquele mesmo ano que "sentimo-nos muito confiantes quando Lev Yashin defende o gol. E o principal não é que ele consiga salvar o time em uma situação desesperadora. Quero destacar algo que não é visível de fora: Yashin dirige de forma soberba o jogo dos zagueiros. Nenhum grito rude, nenhum grito de pânico, apenas uma dica precisa e oportuna. (...) Há muito tempo percebi que Yashin só dá conselhos nos momentos mais necessários".
Yashin não se limitava a ordenar a defesa, por vezes orientando também colegas de setores mais ofensivos. Tal postura chegou a gerar atritos; Anatoliy Banishevskiy, outro colega na Copa de 1966 e reputado como maior jogador nativo do atual Azerbaijão, relatou em 1993 que "quando um jovem jogador chega à seleção nacional, os veteranos tentam mostrar a ele sua superioridade. Bem, eu, como todos os residentes de Baku, sou um cara genioso. Yashin começou a me dar instruções de como me dar a bola, fazer isso ou aquilo. Não gostei, e disse de uma forma não muito correta. Resolvi então me apresentar para toda a equipe para que não houvesse conversas desnecessárias no futuro. Todos ficaram surpresos. Minha ação foi examinada na reunião da equipe do Komsomol. E aqui devemos prestar homenagem a Lev Ivanovich Yashin, que disse: 'Eu entendo, ele é um cara do Cáucaso, temperamental e temperamental. Talvez eu estivesse errado em algum ponto, mas ele deveria mostrar moderação'. Esse foi o fim e logo nos tornamos amigos".
De outro lado, com a evolução física do futebol e a disseminação dos diferenciais de Yashin como pré-requisitos a novos goleiros, o mito dele também recebeu questionamentos com o fim do seu auge. Ainda em 1969, Amadeo Carrizo teria verbalizado privadamente que o russo nunca o teria "convencido totalmente", embora o apreciasse como pessoa. Na década de 1980, colunista que testemunhara o pico de rendimento do russo opinara no The Sun que  "Lev Yashin foi um grande goleiro, seguramente o melhor de sua época, mas, se jogasse hoje, talvez não fosse titular nem da Seleção da União Soviética. Yashin era um tanto pesado e baseava suas qualidades na colocação. Hoje há muitos goleiros com esse atributo, mas que têm também grande elasticidade e precisão nas saídas por baixo e por cima". Mesmo no auge, Yashin chegou a ser resistido por alguns colegas; o defensor Vladimir Glotov teria lhe questionado abertamente no Dínamo que "não se esqueça da paciência dos seus camaradas, atrás dos quais você está atrás de um muro. Cometeremos alguns erros e mostraremos o que você vale sem seus colegas defensores". Em 1964, ao repercutir título soviético pelo qual Yashin sofreu somente seis gols nas 27 partidas em que atuou, o Jornal dos Sports mencionou ambos e deu razão ao colega: "dizem os comentaristas que Yashin é bom, mas que se deve levar em conta, também, os excelentes jogadores que formam a defesa da equipe russa. São jogadores de classe, como Eduard Mudrik, Vladimir Glotov, Viktor Anichkin e Georgiy Ryabov".
Em 2001, coluna na Placar também contextualizou que o russo foi conhecido "mais pela imaginação do que pela visão de suas defesas. Como não existia televisão, as proezas de Yashin eram cantadas em prosa e verso pelos locutores, em generosos adjetivos". Em 2005, a revista publicou edição especial na qual elegeu os cem mais importantes futebolistas da Copas do Mundo FIFA, levando em consideração apenas o desempenho no torneio. Yashin foi considerado o 23º maior, mas o perfil dedicado a Oleg Blokhin, considerado o 90º maior jogador do torneio, qualificava-o como o maior craque da história a antiga URSS. Na mesma revista, em 2009, Milton Neves chegou a descrevê-lo como "um goleiro comum, que exageros sem provas transformaram em inexpugnável".
Mesmo na Rússia, existe quem questione o mito: em 2010, outro veículo brasileiro, a Trivela, promoveu entre expoentes da imprensa esportiva russa a eleição dos cinco principais futebolistas locais na história. Yashin foi o eleito como o maior pela maioria, mas houve divergência para dois dos sete eleitores - um dos quais sequer o colocou entre os cinco. O mesmo portal, contudo, reconhecera ainda em 2008, em alusão às inovações propagadas pelo russo no estilo de jogo para além das traves, que "não haveria um Edwin van der Sar, recentemente campeão europeu com o Manchester United, se não fosse Yashin".

## Dínamo Moscou

### Início
Começou sua carreira, curiosamente, como atacante, na equipe de uma fábrica de ferramentas, onde trabalhava como aprendiz de mecânico em plena Segunda Guerra Mundial. Em função da chegada em 1941 do conflito à União Soviética, chegara a se mudar com a família para Ulyanovsk; somente em 1944 os Yashin voltaram a Moscou. Àquela altura, já jogava como goleiro, posto em que começara a jogar desde os 14 anos, inicialmente por ser o mais alto entre os colegas de time e ter braços anormalmente largos. A mudança fora sob contragosto; embora Yashin logo se apaixonasse pela nova posição, no começo acatou-a somente porque "como as ordens devem ser fielmente cumpridas, eu apenas virei as costas e fui para o gol".
Em 1946, chegou a ser condecorado como "trabalhador exemplar" pelo governo. Todavia, aos 18 anos chegou a sofrer um colapso pelo trabalho, parando de ir à fábrica; para prevenir uma possível detenção por "parasitismo", foi aconselhado a ingressar no Exército Vermelho - onde terminou por conhecer Arkadiy Chernyshov, responsável por trazê-lo ao Dínamo Moscou, clube onde Chernyshov treinava as equipes de futebol e de hóquei sobre gelo. Yashin já era torcedor do clube desde uma exitosa excursão que o time fizera em 1945 ao Reino Unido, a primeira turnê internacional de uma equipe da Cortina de Ferro.
Yashin ingressou ao Dínamo em 1949, como terceiro goleiro. O clube venceu o campeonato soviético daquele ano, mas ainda sem que Yashin participasse em campo. Seu início na equipe não foi fácil: passou por anos no banco de reservas, em parte porque o titular Aleksey Khomich já era outro goleiro histórico no clube, sendo uma das estrelas daquela vitoriosa excursão britânica de 1945; e em parte porque Yashin se mostrava pouco confiável nas oportunidades que recebia, diante de falhas frequentes: em amistoso ocorrido ainda em 1949 contra o Traktor Stalingrado, sofreu um gol cômico do próprio goleiro adversário, cujo longo chute chegara à área do Dínamo. Ao saltar para agarrar a bola, Yashin trombou com um companheiro e a viu entrar nas próprias redes.
Ele veio a estrear no campeonato soviético em 1950, mas ficou marcado por nova falha, ocorrida em pleno clássico com o Spartak Moscou: novamente trombou com um colega e, na ocasião, a bola ficou livre para um adversário marcar o gol do empate, lance que chegou a fazer até um policial ingressar no vestiário cobrando que a equipe afastasse Yashin. Khomich seguiu titular, deixando o clube somente ao fim de 1952. A partir de 1953, Yashin começou a ter sequência de jogos, integrando a campanha campeã da Copa da URSS daquele ano. Porém, ainda precisou ser reserva de Valter Sanaya.
Ainda com imagem de goleiro pouco seguro, naquele ano de 1953 foi questionado especialmente em partida contra o Dínamo Tbilisi, que pôde empatar em 4–4 um jogo em que perdia por 4–1, estopim para que Yashin deixasse o futebol pelo restante do ano para se dedicar a uma outra paixão, o hóquei sobre gelo; era então comum que boleiros soviéticos conciliassem ambos os esportes, mantendo-se ativos praticando hóquei no inverno e o futebol nas demais estações do ano. Yashin terminou integrando o título soviético no hóquei, na temporada 1953–54, pela equipe que o Dínamo possuía na modalidade. Em 2022, a Federação Russa de Hóquei no Gelo chegaria a emitir nota oficial de pesar diante da morte de Valentina Yashina, viúva do goleiro. Haviam se casado em 1955, após seis anos de namoro. Segundo ela própria, conheceram-se com o goleiro já integrando o Dínamo, time do coração do irmão dela, que os apresentou em um baile, "mas naquela época os jornais ainda não caçavam Yashin". Tiveram duas filhas, Irina e Elena.

### Era dourada

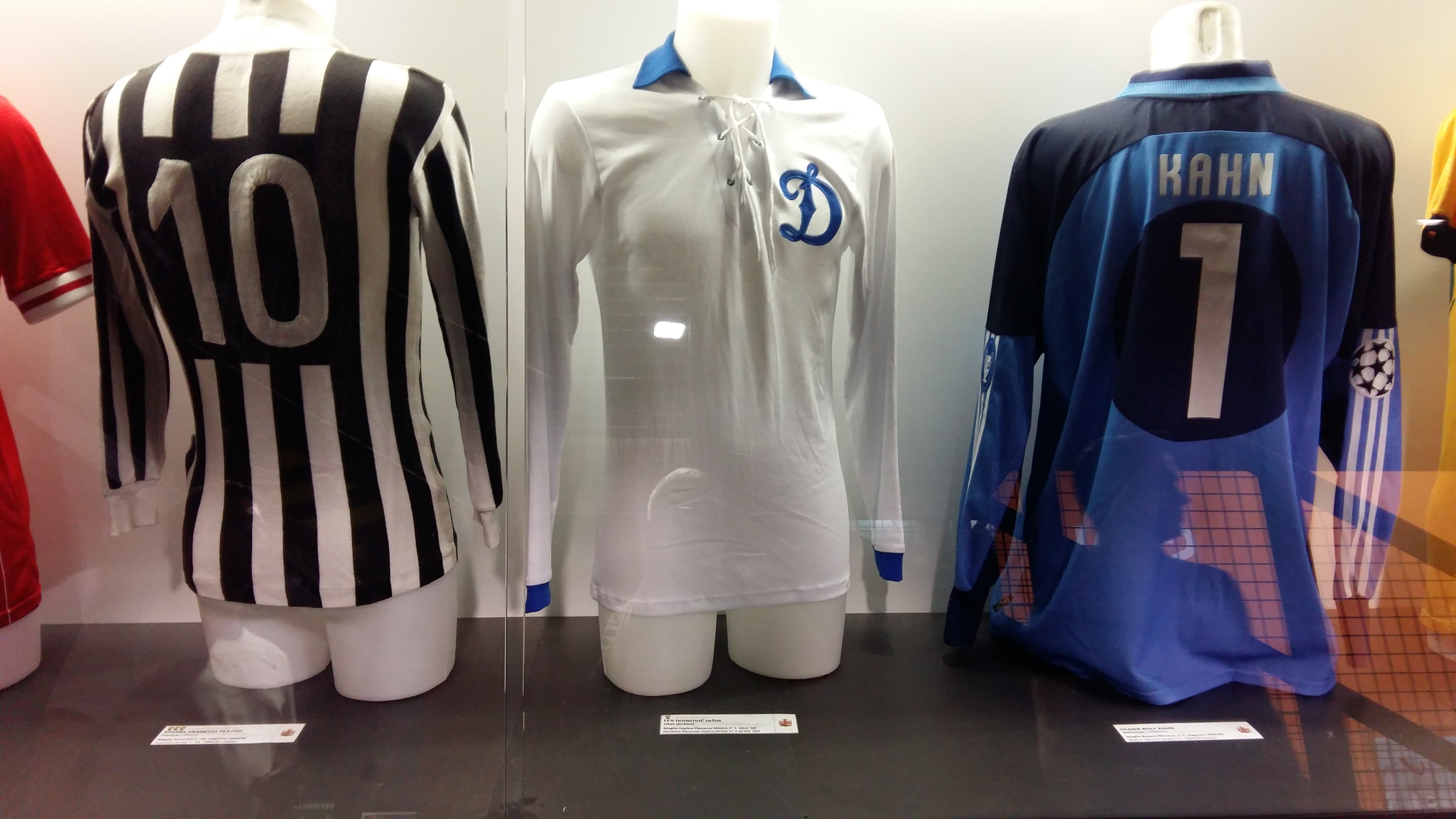
Ao centro, camisa do Dínamo Moscou usada por Yashin, exposta no museu do estádio San Siro, onde o clube venceu por 4–1 o Milan em 1955. Também foi a partir de 1955 que ele começou a usar camisas pretas.

O próprio antigo concorrente Aleksey Khomich, considerado por Yashin como "mentor" dele, o incentivou a retomar o futebol, desde que se aprimorasse nos treinamentos. O afinco repentino surtiu efeito rapidamente; Yashin, já com contextura física favorável à posição, desenvolveu grande agilidade nos treinos intensivos que se submeteu. Assim, estreou já em 1954 pela Seleção Soviética, ano em que venceu pela primeira vez como titular o campeonato soviético. O título se obteve em outubro, de modo invicto: o clube iniciara ainda em 1953 uma invencibilidade que se estenderia até 1955 em jogos pelo campeonato nacional.
Naquele mesmo mês de outubro de 1954, o Dínamo venceu por 5–0 um amistoso contra o Arsenal, após um primeiro tempo "bom" dos ingleses, que foram ao intervalo perdendo de apenas 1–0; e desempenhou a primeira visita desde 1936 de alguma equipe da URSS à França. Nessa ocasião, venceu por 3–0 um dos cinco primeiros colocados da Ligue 1, o Bordeaux, por 3–0. Na mesma viagem, venceu por 2–1 o Lille. Vladimir Belyaev, concorrente de Yashin, relataria: "já em 1954, Yashin começou a jogar de uma forma que ficou claro para todos: ele não tinha igual não só no clube, mas também no país. Não importa quantos elogios foram feitos a Yashin mais tarde, ainda considero que seu melhor momento foram os anos de 1954-1956. Ele demonstrou então um jogo fantástico, pegando bolas que pareciam impossíveis de refletir até teoricamente. Enquanto isso, joguei no time reserva, considerando uma grande conquista pertencer a um grande clube como o Dínamo Moscou".
Em 1955, o clube voltou a ser campeão soviético. Sua notável invencibilidade no certame chegou a 44 partidas seguidas, a terceira melhor marca a nível mundial até então, abaixo de 63 acumuladas pelo Celtic no campeonato escocês entre 1915 e 1917 e das 56 do Sparta Praga entre 1926 e 1928 no campeonato tchecoslovaco. Em paralelo, em amistosos, também venceu por 3–2 o vice-campeão inglês Wolverhampton Wanderers, por 1–0 dentro de Paris um combinado entre o Racing Paris com o Stade Français, por 4–1 o Milan e por 6–0 a Seleção Luxemburguesa.
Naquele ano de 1955, também foi iniciada a Liga dos Campeões da UEFA, com a edição de 1955–56. O Dínamo e o Spartak Moscou foram sondados para disputá-la como convidados; porém, em tempos mais fechados da URSS na Guerra Fria, seus clubes não tomaram participação nas primeiras temporadas da competição. A própria seleção soviética havia sido criada bastante recentemente, em 1952, com participação decepcionante no futebol nos Jogos Olímpicos de Verão de 1952; havia se afiliado à FIFA somente em 1946  e não chegara sequer a se inscrever nem nas eliminatórias da Copa do Mundo FIFA de 1950 e nem nas de 1954.
Em outubro de 1956, o rival Spartak Moscou sagrou-se campeão soviético na disputa com o Dínamo, que então recuperou o título em 1957, ano em que enfrentou duas vezes o Vasco da Gama. A equipe carioca havia em junho, em excursão à Europa, derrotado o Real Madrid por 4–3 em Paris, e, nos estádios adversários, o Barcelona por 7–2, o Valencia por 2–1 e o Benfica por 5–2. Em julho, contudo, foi vencida pelo Dínamo por 3–1, embora abrisse o placar já aos 30 minutos do segundo tempo — quando Válter Marciano "arrematou com grande pontaria e o goleiro russo nada pôde fazer", na descrição do Jornal dos Sports. Enervados, os soviéticos conseguiram em cinco minutos virar o placar e, no penúltimo minuto, marcar o terceiro. Um português que assistiu esse jogo responsabilizou o treinador Martim Francisco pela reviravolta, mas relatou: "observei, atentamente, o famoso arqueiro Yashin, considerado pelo seu povo o melhor do mundo, e devo dizer que é bom, sem dúvida".
Em outubro, na 19ª de 22 rodadas, o Dínamo sagrou-se antecipadamente o campeão soviético de 1957, ao vencer pot 6-1 o Kishinyov; a campanha terminaria com oito pontos de vantagem para o segundo colocado. Pouco depois, a equipe moscovita que excursionou pela América do Sul, se tornou a primeira equipe soviética a visita-la. No noticiário brasileiro, alertava-se já sobre Yashin que "o mais famoso jogador russo de todos os tempos. Afirmam os europeus: não há outro igual no mundo", elogios que o defensor vascaíno Orlando Peçanha reforçava: "se antecipa bem nas bolas na área e, apesar do seu tamanho (quase dois metros), tem fácil arrojo nas bolas atiradas aos cantos".
No dia 4 de dezembro de 1957, houve no Maracanã a revanche com o Vasco, que saiu atrás no marcador e pôde apenas empatar em 1–1. O Jornal dos Sports registrou ao menos seis intervenções de Yashin, descrito como "sem favor algum, um goleiro de excepcionais qualidades. Com uma colocação notável e uma certeza incrível nas saídas da meta, confirmou inteiramente tudo que se dizia a seu respeito, quando chegou a ser apontado como o maior arqueiro do mundo". Na jogada do gol brasileiro, Almir Pernambuquinho driblara Konstantin Krizhevskiy e então conseguiu arrematar um chute forte e no canto, lance ainda recordado por Almir ao escrever em 1973 suas memórias: "driblei o zagueiro russo como quis, depois mandei uma cacetada no canto de Yashin, o Aranha Negra, na época o maior goleiro do mundo. Dei com fé. Yashin nem viu". O próprio treinador cruzmaltino, que já era Gradim, se deu por satisfeito com o resultado.
Depois do 1–1 com o Vasco, Yashin e colegas venceram de virada por 3–1 o Nacional de Montevidéu, diante de 70 mil espectadores no estádio Centenário. O goleiro terminou considerado o 11º melhor futebolista europeu de 1957, na Bola de Ouro da France Football.
Naquela altura, seu reserva Vladimir Belyaev indiretamente corroborou a qualidade do titular ao também conseguir ser jogador da seleção soviética, acompanhando-o na Copa do Mundo FIFA de 1958, após destacar-se no período em que uma úlcera em Yashin tirou o "Aranha-Negra" de algumas partidas; enquanto Yashin foi eleito o melhor jogador soviético de 1957, Belyaev foi eleito justamente o segundo melhor. O reserva afirmaria que "Lev se tornou grande no futebol, até porque era uma pessoa gentil, sincera e geralmente maravilhosa. Brigas internas entre goleiros concorrentes, pelo menos na minha época, não eram incomuns. E não houve sequer um indício de briga entre nós". Yevgeniy Rudakov, reputado como o primeiro sucessor de Yashin, declararia que Belyaev "era um goleiro extremamente talentoso; não tenho dúvidas de que teria agradado qualquer time daquela época. Mas optou por ficar no Dínamo, no papel de 'sombra' de Yashin. Quem é o culpado? Bem, não Lev Ivanovich!".
Para aquele Mundial, a a URSS buscou mesclar justamente a defesa do Dínamo com o ataque do rival Spartak; em 1958, o rival venceu tanto a liga como a copa nacionais, sendo o Dínamo respectivamente vice-campeão e semifinalista. O quarto título soviético de Yashin se deu em 1959, prevalecendo sobre o Lokomotiv Moscou, embora a campanha do Dínamo fosse julgada já como sem o mesmo brilho técnico das anteriores; a conquista deu-se precisamente em 1–1 em duelo direto com o Lokomotiv na rodada final.
Àquela altura, países da Europa Oriental já vinham competindo da Liga dos Campeões da UEFA, mas ainda não os clubes soviéticos. Em janeiro de 1960, a possibilidade de ingresso da Federação de Futebol da União Soviética para a temporada 1960–61 foi considerada, o que permitira ao goleiro enfim participar do torneio; vitórias moscovitas em amistosos com Stade de Reims, Milan e Fiorentina, todos clubes finalistas da competição ao longo da década de 1950, reforçavam as credenciais para uma estreia. Todavia, embora naqueles meses a própria seleção soviética em paralelo participasse das eliminatórias à edição inaugural da Eurocopa, bem como da própria Euro (da qual, com Yashin, terminaria campeã), o entrave em relação aos clubes seguiria por mais alguns anos.

### Último título soviético

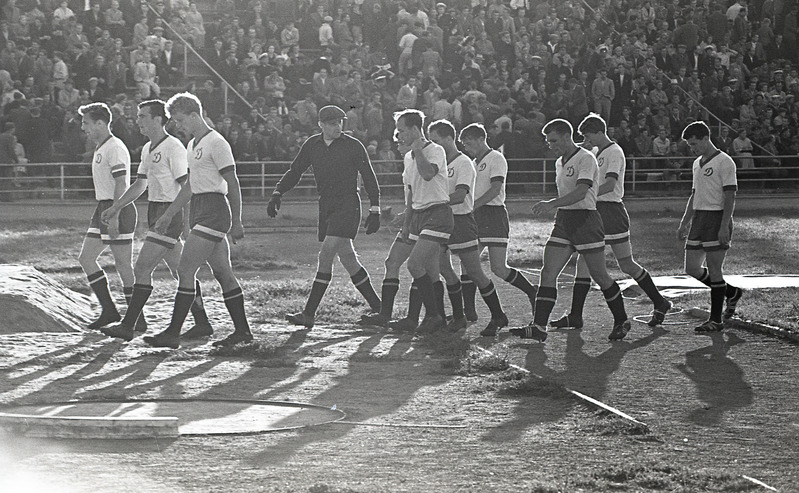
Yashin, de preto, e o Dínamo Moscou em jogo em Tallinn em 1960.

O Dínamo demoraria até 1963 para ser novamente campeão soviético, período em que as atuações de Yashin sobretudo pela seleção o fizeram ser regularmente colocado entre os melhores jogadores europeus - foi 5º colocado na Bola de Ouro da France Football por 1960, ano em que venceu a primeira edição da Eurocopa, título que se desdobrou em proposta do Real Madrid, ainda que inviabilizada pela Guerra Fria; e 4º por 1961, quando foi decisivo em trabalhosa classificação nas eliminatórias da Copa do Mundo FIFA de 1962.
Em paralelo, embora o Dínamo avançasse à fase final do campeonato soviético de 1960, viu o Torpedo Moscou acabar campeão tanto nele como da copa da URSS. O ano de 1961 foi por sua vez marcado pelo primeiro título soviético de um clube fora de Moscou, em conquista então inédita do Dínamo Kiev, ao passo que o homônimo de Moscou não terminou sequer entre os dez primeiros colocados no certame.
Em 1962, o Dínamo Moscou repercutiu no Brasil por vencer por 2–1 o Flamengo em amistoso em Moscou, no dia 1 de junho, mesmo sem Yashin; àquela altura, o goleiro estava já na América do Sul com sua seleção nos preparativos finais à Copa do Mundo de 1962: chegaram em 25 de maio a Arica. A imagem ruim que Yashin deixou no Mundial faria com que ele, abalado psicologicamente, fosse poupado pelo Dínamo pelo restante do ano de 1962, como forma de proteção. O campeão soviético de 1962 terminou sendo o Spartak.
Aleksandr Ponomaryov, novo treinador de Yashin no Dínamo, chegaria até mesmo a libera-lo para exercer o hobby da pescaria. E comentaria que "o fiasco chileno não foi para Yashin um trauma técnico, nem de perícia nem de preparação física. Foi psicológico e Yashin fará a todos esquecerem". Nem mesmo seus colegas sabiam onde o goleiro estava; Vladimir Kesarev contou em 2000 que "após a derrota da seleção na Copa do Mundo de 1962, todos os cães foram pendurados no Chile, envenenando Yashin como quase o único culpado. Por algumas semanas, Lev foi procurado sem sucesso, até que sua esposa Valentina Timofeyevna falou acidentalmente sobre qual animal ele subiu com sua amada vara de pesca. O presidente do Conselho, com três jogadores nossos, encontrou Yashin, que retornou à equipe. O então treinador Aleksandr Ponomaryov, antevendo a resistência do público de Moscou em relação a Lev por conta da imprensa, começou a colocá-lo na equipe no interior, onde as pessoas eram mais suaves e amigáveis. E um ano depois, Yashin jogou brilhantemente para o Resto do Mundo e foi reconhecido como o melhor jogador de futebol da Europa".
Os bons resultados que o clube pôde obter sem ele permitiram uma volta gradual e sem atropelos até Yashin mostrar-se recuperado no decorrer de 1963; nesse ano, o time já era líder do certame soviético de quando, ainda sem Yashin e sim com Vladimir Belyaev no gol, foi em junho derrotado (por 1–0) em amistoso com o Fluminense. Com Yashin plenamente regressado, novo título já se projetava com várias partidas de antecedência: a dez rodadas do final, o Dínamo liderava por dois pontos mesmo tendo quatro jogos a menos que o Zenit Leningrado e um a menos que o Torpedo Moscou, os principais perseguidores. Um empate em 1–1 com o Kairat garantiu a reconquista. Na campanha, Yashin jogou em 27 das 38 partidas e nelas sofreu somente seis gols  — sendo que um fora de pênalti e outros dois foram gols contra assinalados pelos próprios colegas.
Depois de 1963, o Dínamo só voltaria a ser campeão nacional em 1976, ainda no campeonato soviético, não conseguindo vencer nenhum dos campeonatos russos travados após a dissolução da União Soviética. Viktor Tsarov, colega de Yashin no clube e na Copa do Mundo FIFA de 1958, viria a declarar que o goleiro já previa algum declínio: "o problema é que o estilo de jogo do Dínamo já se perdeu há muito tempo. Novos treinadores chegaram à equipe, não como Yakushin e Beskov, é impossível encontrar iguais, mas à sua maneira, bons especialistas conhecedores, com ideias de jogo próprias, vontade de mudar o Dínamo à sua maneira. Também selecionaram jogadores muito bons, mas, como se viu, não correspondiam ao estilo de campeonato anterior do Dínamo. O estilo do Dínamo estava cada vez mais desmoronando, aquele sobre o qual Lev Yashin em 1963 disse em seu coração a um dos jovens jogadores de futebol, que não entendia em que time estava: 'vamos deixar de jogar - e com tal atitude em relação ao assunto você não ganhará mais nada'. E ele acabou por estar certo. Aqui está uma história triste em poucas palavras".
Contudo, naquela ocasião o clube, campeão pela décima vez na liga, se distanciava como o maior vencedor do torneio até então. Tal título e exibições consagradoras de Yashin pelo Resto do Mundo na "partida do século" e pela URSS nas eliminatórias à Eurocopa 1964 (defendendo um pênalti em empate conquistado em Roma contra a Itália) fizeram-no ser premiado com a Bola de Ouro de 1963; também renderam, em janeiro de 1964, rumores noticiados até pela emissora estatal TASS de que o Peñarol tentaria contrata-lo, desmentidos pelo próprio goleiro.
Ainda naquele ano de 1963 (em dezembro), foi noticiada nova vinda de Yashin ao Brasil e outros países da América do Sul, em excursão promovida pela sociedade dos Dínamos, que enviou um combinado de futebolistas dos principais times da organização  — com atletas do de Moscou e também do de Kiev (como Valeriy Lobanovskiy), do de Tbilisi (como Sergey Kotrikadze), do de Minsk e do de Leningrado. Na viagem, enfrentaram o Bahia (contra quem o goleiro foi Kotrikadze, em empate em 1–1) e ela seguiu a países vizinhos para duelos contra Independiente, Colo-Colo, Nacional, Peñarol  e o Sporting Cristal do renomado jogador-treinador brasileiro Didi, na primeira vez em que o Peru recebeu o futebol soviético.
A temporada soviética de 1964, por sua vez, acabou menos frutífera para o Dínamo Moscou, que finalizou apenas em 7º lugar no campeonato de 1964. Yashin, fã do futebol brasileiro e do goleiro Gilmar, a quem considerava o maior do mundo  e pronunciava como "Guilmar", voltou ao Brasil em janeiro de 1965. Havia obtido licença de seu governo para ter férias com a esposa e escolheu o Rio de Janeiro como destino. Convidado pelo Flamengo, o russo foi liberado pelos crivos alfandegários sem precisar de intérprete e sem ter pertences ou si próprio revistados, calhando de ser atendido por um funcionário flamenguista, que o teria humoradamente liberado com a justificativa "você é Flamengo. Basta". Yashin passava as manhãs na praia e às tardes treinava com os goleiros do clube, onde também mantinha a forma. Chegou até mesmo a vestir camisa com o distintivo flamenguista nesses treinos, gerando expectativa de que fosse utilizado em algum jogo amistoso, por mais que, oficialmente, se evitasse na Gávea a pressão de impor ao convidado que jogasse.

### Últimos anos

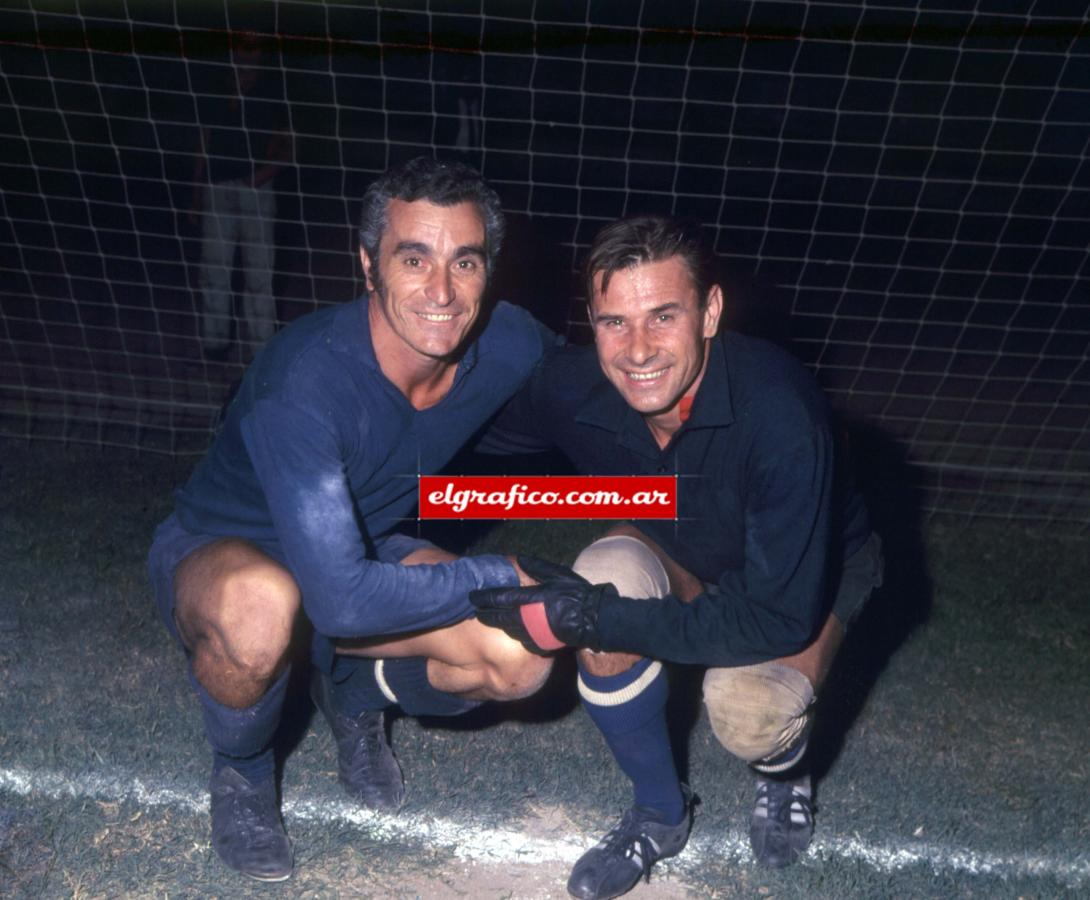
Junto com Amadeo Carrizo em 1969, em excursão do Dínamo pela América do Sul. Ambos morreram em 20 de março, separados por trinta anos.

Na sequência do ano de 1965, o título soviético foi ganho pelo Torpedo Moscou, a tornar-se o primeiro clube do país a enfim participar da Liga dos Campeões da UEFA, para a temporada 1966–67. Em 1966, o campeão foi o Dínamo Kiev, sem que o de Moscou se aproximasse: o clube campeão fez 54 pontos, enquanto o vice SKA Rostov fez 47 e o 3º colocado foi o Netyanik Baku com 43 e o 4º, também com 43, fosse o Spartak Moscou. Igor Chislenko chegou a ser reputado como o principal jogador do Dínamo moscovita naquele ano.
Apesar da perda de continuidade nos títulos soviéticos, o Dínamo Moscou seguia na metade final da década de 1960 como a equipe soviética mais prestigiada em tentativas de criação de uma Superliga Europeia; foi a única do país convidada para reunião promovida em fevereiro de 1967 pelo príncipe Rainier III de Mônaco para a discussão de um campeonato apenas com os principais clubes da Europa já consolidados internacionalmente. Outra proposta similar foi oferecida em 1969, com os Dínamos de Moscou e de Kiev sendo os times soviéticos levados em consideração para uma liga continental de vinte clubes, juntamente com duplas da Espanha (no caso, Real Madrid e Barcelona), Itália (Milan e Juventus), Escócia (Celtic e Rangers), um quinteto da Inglaterra (Arsenal, Chelsea, Manchester United, Leeds United e Liverpool) e um representante cada de Alemanha Ocidental (Bayern Munique), Áustria (Rapid Viena), Iugoslávia (Estrela Vermelha), Países Baixos (Ajax), Bélgica (Anderlecht), Portugal (Benfica) e Hungria (Ferencváros).
No decorrer de 1967, o Dínamo Moscou, que venceu por 3–1 o Flamengo em 25 de maio, voltou a disputar o título soviético, liderando o campeonato em setembro. Em outubro, além de seguir isoladamente no topo da tabela da liga, também dava passo largo nas semifinais da Copa da URSS ao vencer por 4–0 o Sokol Saratov. Ainda era o líder no início de novembro. Na reta final, contudo, foi alcançado pelo Dínamo Kiev; estavam igualados à altura da 32ª rodada, naquele mesmo mês, e seguiam dividindo a liderança a quatro rodadas do desfecho. A equipe da Ucrânia, campeã em 1966, acabaria novamente vencedora do campeonato em 1967. Yashin pôde vencer a Copa da URSS.
O título da Copa da URSS classificou o Dínamo Moscou para a Recopa Europeia, na temporada 1968–69, sendo uma das equipes mais credenciadas ao título. Em tempos em que a Liga dos Campeões da UEFA admitia somente os vencedores dos campeonatos nacionais, de modo que Yashin, campeão soviético pela última vez ainda em 1963, acabou privado de disputa-la diante daquela ausência soviética até 1966 nessa competição, a Recopa (torneio da UEFA que reunia os vencedores das copas nacionais) reluzia em importância. Contudo, nem o goleiro e nem o Dínamo terminaram entrando em campo naquela Recopa: a Primavera de Praga bem como sua repressão pelo Pacto de Varsóvia fizeram a UEFA cautelosamente refazer a tabela inicial de seus dois torneios; no sorteio original, o Dínamo enfrentaria o Anderlecht, mas a entidade deliberou pelo não-cruzamento entre times da Europa Ocidental e da Europa Oriental, definindo que o Dínamo passasse a enfrentar o representante da Alemanha Oriental, o Union Berlim.
Em represália à interferência política, a Federação de Futebol da União Soviética ordenou a retirada tanto do Dínamo Kiev da Liga dos Campeões de 1968–69 como do Dínamo Moscou daquela Recopa, e o Union Berlim similarmente retirou-se dela, em auto-eliminação mútua com os moscovitas. Àquela altura, Yashin, já com 39 anos, conciliava-se como goleiro do time principal do Dínamo com o de treinador dos juvenis.
Em 1968, o campeão soviético, pela terceira vez seguida, foi o Dínamo Kiev. Já o de Moscou voltou à América do Sul no início de 1969, disputando o Torneio Internacional de Santiago e outras partidas amistosas. No Peru, Yashin prognosticou que a seleção local "estará no Mundial do México, já que creio que seu futebol é superior ao da Argentina. O futebol argentino é forte, mas com poucas virtudes em contraposição ao peruano, que é habilidoso e técnico". Meses depois, os peruanos, surpreendentemente, terminariam classificados às custas dos argentinos, eliminando-os em 31 de agosto em plena La Bombonera na única vez em que a Argentina deixou de ir a uma Copa do Mundo FIFA por desclassificação em campo.
Em meio àquela nova viagem à América, Yashin e o Dínamo, por um ponto, foram vice-campeões do Torneio Internacional de Santiago, onde empataram em 1–1 com o Corinthians e venceram por 3–1 o San Lorenzo. No mês seguinte, em torneio amistoso na Venezuela, o Dínamo venceu por 2–0 o Vasco da Gama graças a uma grande exibição do veterano Yashin, jogador mais aplaudido pelo público.
Em agosto de 1970, o Dínamo Moscou venceu a Copa da URSS, triunfando por 2–1 na final com o Dínamo Tbilisi. Seria o último título de Yashin, cuja equipe em paralelo também liderava o campeonato soviético de 1970. Naquele mesmo mês, no dia 25, Yashin e seu clube assombraram ao vencer o Barcelona por 5–0 em pleno Camp Nou, pelo Troféu Joan Gamper. Além do placar, que teria sido por 8-0 não fosse a anulação de outros três gols, dois deles dos quais seriam claramente válidos, o resultado foi chamativo por representar a primeira derrota do Barça pelo seu próprio troféu. O jogo foi válido pelas semifinais e, a despeito daquele desempenho frente os catalães, 48 horas depois os russos perderam a decisão, por 2–1, para o Újpest.
Em outubro de 1970, Yashin anunciou que jogaria somente até maio de 1971. Naquele mesmo mês, lesionou um pulso em um treinamento e afastou-se. Em novembro, seu Dínamo seguia liderando o campeonato soviético, no qual restavam duas rodadas, estando dois pontos acima do CSKA Moscou. Entretanto, o CSKA conseguiu igualar-se na liderança e forçar dois jogos extras, na neutra Tashkent. Yashin já havia cedido a posição ao jovem Vladimir Pilguy e das arquibancadas acompanhou o desfecho: o primeiro jogo terminou em 0-0 e no segundo o adversário conseguiu recordada vitória de virada por 4-3 após estar perdendo por 3–1, em 6 de dezembro.
O título da Copa da URSS de 1970, por sua vez, havia classificado o Dínamo à Recopa Europeia de 1971–72. Yashin, uma vez mais, não jogaria um torneio da UEFA: desde fevereiro de 1971 foi realocado no Dínamo para o cargo de gerente. Curiosamente, o Dínamo acabou chegando à final daquela Recopa, embora terminasse no vice-campeonato para o Rangers.
Porém, sem Yashin o clube entrou rapidamente em decadência nos anos seguintes, a ponto do principal Clássico Soviético gradualmente começar a travar-se entre Spartak Moscou e o Dínamo Kiev; na ocasião da dissolução da União Soviética, tais clubes já haviam se tornado os dois maiores vencedores do campeonato do antigo país, primazia que era do Dínamo Moscou na ocasião da última vez que Yashin vencera essa liga — em 1963, no 10º título soviético do time. Desde que o goleiro parara de jogar, sua antiga equipe venceu somente uma vez mais o campeonato soviético (em 1976), duas Copas da URSS e uma única Copa da Rússia (ainda em 1995). O homônimo de Kiev igualou-se em 1985 aos onze títulos soviéticos do de Moscou e chegou aos doze logo em 1986, ao passo que o Spartak, que chegou aos onze em 1987, obteve seu 12º em 1989. Por fim, o de Kiev ainda logrou um 13º em 1990, ano em que ele e o Spartak também dividiam a liderança em títulos na Copa da URSS.
Após o fim da URSS, a decadência do clube de Yashin persistiu pelo campeonato russo. Nele, à altura de 2022, conseguira no máximo o vice-campeonato de 1994 e chegara a ser até mesmo rebaixado, na temporada 2015–16, ainda que retornasse imediatamente à primeira divisão na temporada 2016–17. O antigo dérbi russo entre Dínamo Moscou e Spartak permaneceu ofuscado, com o Grande Clássico Moscovita vindo a dar-se entre este e o CSKA Moscou, vencedor da edição final da liga soviética (em 1991).

## Seleções
Yashin representou a Seleção Soviética nas Copas do Mundo FIFA de 1958, 1962, 1966 e 1970, sendo o único jogador do país a ter disputado quatro Copas, embora tenha jogado apenas as três primeiras; na última, quando já tinha 40 anos, foi como reserva de Anzor Kavazashvili, seu suplente no mundial de 1966 – na Copa em que Yashin ajudou a levar sua equipe ao quarto lugar, a melhor colocação do país na história do torneio.
Pelo fato da Seleção render mais imagem internacional do que o Dínamo, boa parte do mito em torno de Yashin deve-se às suas exibições pela União Soviética, notadamente as realizadas nas Copas. Ele também conseguiu duas das três premiações soviéticas no futebol em seleções principais: a medalha de ouro nas Olimpíadas de 1956 e na Copa das Nações Europeias de 1960. Carismático, era o modelo de pessoa para os dirigentes do Partido Comunista da União Soviética, do qual era membro, embora a doutrina não impedisse que o goleiro, juntamente do capitão Igor Netto, recebesse premiações financeiras superiores às dos colegas de seleção quando venciam — 300 rublos, enquanto os demais eram premiados na faixa de 180. Somente eles dois (Yashin e Netto) e Anatoliy Maslyonkin estiveram presentes tanto no título olímpico de 1956 como no da Euro em 1960.
Na estreia de Yashin pela seleção, a URSS venceu por 7-0 a Suécia, em 1954, e seu segundo jogo foi um empate em 1–1 com a Hungria, então a seleção mais forte da Europa a despeito de ter sido vice da Copa do Mundo daquele ano — o duelo ocorreu já após o Mundial.
Além da URSS, ele também defendeu as seleções da Europa e do Resto do Mundo, em tempos nas quais despertavam mais atenção.

### Ascensão: ouro olímpico em 1956 e boa Copa em 1958

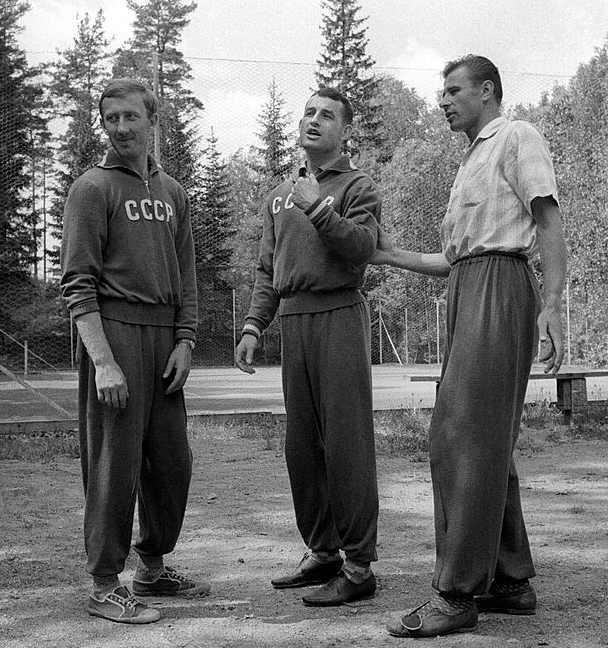
De camisa clara, à direita, na concentração soviética na Copa do Mundo FIFA de 1958, junto com Igor Netto (esquerda) e Sergey Salnikov (centro). Os três também disputaram o futebol nos Jogos Olímpicos de Verão de 1956, ganhando o ouro.

Já não era um estranho para o mundo do futebol quando conseguiu o ouro olímpico no futebol nos Jogos Olímpicos de Verão de 1956, em Melbourne. Seu reserva naquela campanha, Boris Razinskiy, reconheceria mais de 40 anos depois que "joguei apenas uma partida na Austrália. É impossível competir com Yashin" e duvidava de que poderia evitar alguns gols que Yashin salvou na decisão (contra a Iugoslávia, em especial uma tentativa de Zlatko Papec.
O amadorismo de fachada das seleções comunistas frequentemente relativizava ao restante do mundo os reais méritos delas entre 1952 e 1980, quando as Olimpíadas não admitiam futebolistas formalmente profissionais. Mesmo nesse contexto, Yashin foi elogiado até em derrota ocorrida pouco depois do ouro, em outubro de 1956: a França venceu por 2–1 em Paris. "Do campo russo, devemos particularmente citar o magnífico trabalho do guarda-valas Yashin, que foi apresentado como o melhor do mundo, cujo estilo e segurança nas paradas chamaram realmente a atenção de todos" foi a ressalva do Mundo Deportivo ao revés soviético. Naquele ano, a revista France Football entregou pela primeira vez a Bola de Ouro, tendo Yashin figurado em quarto lugar na votação ganha por Stanley Matthews.
Para a URSS, as eliminatórias da Copa do Mundo FIFA de 1958 foram reduzidas a um mata-mata contra a Polônia; sem critério instantâneo de desempate, acabaram sendo necessárias três partidas, todas dentro da Cortina de Ferro: 3–0 em Moscou, derrota de 2–1 em Chorzów e vitória de 2–1 na neutra Leipzig, na Alemanha Oriental. Yashin, já noticiado como o melhor goleiro do Europa e do mundo, ainda assim só alcançou maior reconhecimento internacional a partir propriamente do Mundial da Suécia, embora já causasse furor na Europa Ocidental desde amistoso preparativo com a Inglaterra — um 1–1 em Moscou em maio de 1958, no qual o resultado justo teria sido uma vitória inglesa. Ali, em determinado momento, Yashin estava a dezessete metros do próprio gol e ainda assim ousou driblar o adversário Bobby Robson ao invés de afastar a bola para longe.
As duas seleções se reencontraram na própria estreia de ambas naquela Copa, em 8 de junho. Mesmo com a URSS permitindo um empate em 2–2 após ter aberto 2–0 no marcador, já foi apontado como o melhor dos soviéticos em campo; o gol do empate, aos 39 minutos do segundo tempo, fora decorrente de pênalti incorretamente assinalado, por infração ocorrida ainda fora da grande área. A habilidade de Yashin como pegador de pênaltis se viu já na partida seguinte, em 11 de junho, contra a Áustria, terceira colocada na Copa anterior. O goleiro sequer ofereceu rebote, e os soviéticos terminaram vencendo por 2–0.
Mesmo no pandemônio que tomou conta da defesa soviética no jogo seguinte, em 15 de junho, quando foi a primeira do mundo a enfrentar juntamente Pelé e Garrincha, o goleiro salvou-se, levando apenas dois gols, em tarde na qual a URSS foi qualificada como "impotente" diante da "clara superioridade" brasileira. Os mesmos adversários posteriormente marcariam cinco contra a mais respeitada França e a anfitriã Suécia, recordando-se que em mesmo "Pelé e Vavá ficaram boquiabertos ante o valor e a precisão de Yashin"; reconheceu-se também que, após um gol inicial (de Vavá) logo no terceiro minuto, depois de duas bolas na trave (de Garrincha e Pelé) nos minutos anteriores, o segundo gol (também de Vavá) tardou consideravelmente, ao ocorrer já aos 31 minutos do segundo tempo. Um locutor no Rio Grande do Sul teria se entusiasmado a ponto de chama-lo de "São Yashin" e logo pedido perdão por "canonizar" cidadão de um país ateu.
As duas seleções estavam concentradas em hotéis separados por apenas 300 metros. Valentina Yashina, viúva do goleiro, contaria em 2005 que "acho que fui a primeira a conhecer Pelé entre os torcedores do nosso país. E antes mesmo de se tornar uma estrela do futebol mundial. Isso foi em 1958. O tempo estava se esgotando: os turistas chegaram para a parte final do campeonato, mas nossa equipe não conseguiu chegar e já se preparava para voltar para casa. Lev me encontrou na calçada em frente ao hotel, mas me conduziu não pela entrada principal, mas por algum motivo pela lateral, pela entrada de serviço. Quase todo mundo me conhecia de vista, havia piadas e provocações. Neste momento, um menino negro ágil está pulando escada acima - tão pequeno que mal chega à altura do peito de Yashin. Lev o desacelerou com a mão atrás do pescoço - ele não ficou nem um pouco indignado com tamanha falta de cerimônia, pelo contrário, abriu um sorriso. E Yashin me disse: 'conheça Valentina. Esse é Pelé. Você verá, ele logo se tornará um jogador de futebol como o mundo nunca conheceu antes. Pelé, segundo ele, adivinhou na hora que eu era esposa de Yashin. E ele também entendeu o significado da frase que Lev pronunciou e, portanto, sorriu não apenas por educação. A propósito, eu estava convencido com meus próprios olhos de que Lev tinha uma habilidade incrível de se relacionar com pessoas de qualquer país do mundo. Não conhecia outro idioma além do russo, mas sempre conseguia se explicar com um sorriso, olhos, gestos". Chegaram a ter um reencontro na Copa das Confederações FIFA de 2017, ano em que ela brincou com os aniversários dos dois jogadores, com um dia de diferença: "eu sempre soube que eles faziam aniversário perto um do outro. Vou dizer o que o Lev costumava dizer nessas datas: saúde, saúde e saúde, porque o resto dá para comprar".
Após o jogo contra os brasileiros, a URSS teve de jogar uma partida extra contra a Inglaterra para decidir a segunda vaga grupal para os mata-matas, em 17 de junho. Yashin foi a grande figura do jogo ao segurar a pressão inglesa após o gol soviético, o único da partida. Todavia, esse jogo extra cansou os soviéticos, que não tiveram muita força para deter a anfitriã Suécia na próxima partida, já no dia 19 de junho, pelas quartas de final. Embora o prêmio oficial de melhor goleiro daquela Copa acabasse entregue a Harry Gregg, sobrevivente do desastre aéreo de Munique que soube protagonizar o avanço da Irlanda do Norte às quartas-de-final, em outras eleições na imprensa quem foi reconhecido como melhor goleiro do Mundial fora Yashin; os próprios espanhóis chegaram a rotula-lo como "o sucessor de Ricardo Zamora", nos seguintes dizeres do Mundo Deportivo de 27 de junho de 1958:
| “ | "Um dos jogadores que individualmente melhor impressão me causou foi seu goleiro Yashin. Contra a Suécia, não esteve bem no segundo tempo, mas isso não apagou em mim sua fantástica antecipação, a agilidade felina, que parece impossível neste gigante de quase dois metros. Yashin realizou neste campeonato umas quantas jogadas saindo da área e manobrando a abola com o pé, enquanto seu zagueiro cobria sua meta, que nos faz pensar se é um louco ou um futebolista com visão antecipada do que possa ser, com o tempo, um goleiro no futebol. Nelas o vimos driblar e passar com o pé como pudesse fazer o mais consumado atacante. Eu acredito que Yashin prefigura um novo estilo e, lhes asseguro, em todos os casos, que a longa viagem a Estocolmo valia a pena só para ver em ação este goleiro que me parece que, na história do futebol, é o que depois da aparição estelar de Ricardo Zamora volta a emergir, com luz de artista". | ” |

No segundo semestre de 1958, a Inglaterra conseguiu uma revanche ao vencer por 5–0 em amistoso em Wembley, mas o goleiro soviético era Vladimir Belyaev. Yashin, por sua vez, viria em 1983 a declarar à revista argentina El Gráfico que, das quatro Copas do Mundo de que participou, sua preferida fora mesmo 1958: "participei em quatro Copas, e sempre digo que minha preferida foi a primeira, a da Suécia, porque a União Soviética jogou contra a Inglaterra e Brasil. Eram dois rivais formidáveis, poderosos. Isto é que brinda um atrativo especial a um futebolista. Deve ser por isso que guardo uma lembrança especial pelo Mundial da Suécia". Na mesma entrevista, classificou Pelé como o maior jogador que vira: "foi excepcional, fora de toda regra, manual ou tipo padrão. Não se podia prever o que estava maquinando, inventava sobre a marcha, e isso fez que fosse o maior. Até agora não vi ninguém que se assemelhe".

### Título da Euro em 1960

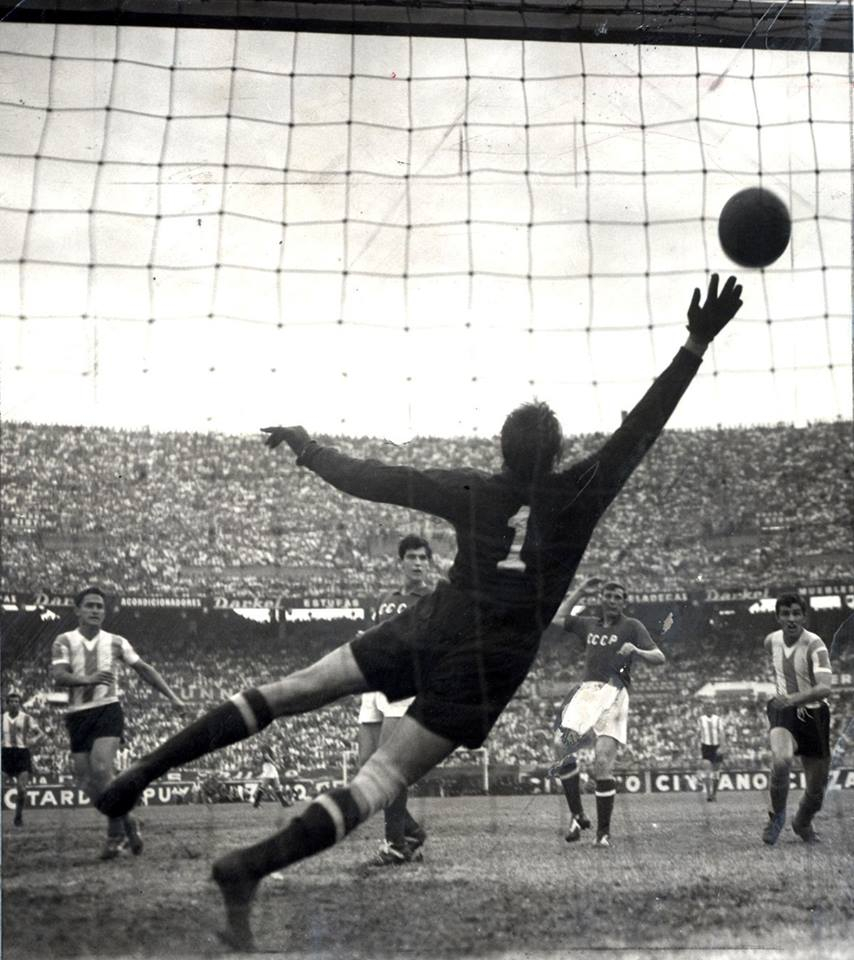
Salvando arremate de José Sanfilippo na vitória sobre a Argentina em 1961, dentro do Monumental de Núñez

Dois anos depois do Mundial de 1958, realizou-se a primeira Copa das Nações Europeias (Eurocopa). Nas eliminatórias, a União Soviética avançara às custas da Hungria em vitória de 1–0 dentro de Budapeste em 1959, em duelo que se tornou especialmente famoso por uma das intervenções psicológicas de Yashin: o goleiro estava adiantado, próximo ao meio-campo, acompanhando a pressão ofensiva dos colegas. Surgiu então contra-ataque em Lajos Tichy avançava livremente com a bola até ser emparelhado no mano-a-mano com o goleiro. Intimidado, Tichy perdeu equilíbrio e terminou chutando fraco para uma defesa facilitada do russo. Na sequência, o oponente nas eliminatórias seria a Espanha, cuja ditadura de Francisco Franco, sem reconhecer diplomaticamente a URSS, determinou a retirada da seleção nacional, derrotada por W.O..
Assim, a União Soviética conseguiu um lugar entre as quatro seleções que decidiram em Paris a fase final do torneio. Na semifinal, contra a Tchecoslováquia, Yashin teve atuação descrita como "excepcional". Em determinado momento da vitória por 3–0, a intimidação psicológica combinou-se com a habilidade de defender um pênalti, quando a partida ainda estava com o placar de 1–0, conforme relato dado em 1995 por Viktor Ponedelnik: "os adversários contavam com uma excelente equipe, dois anos depois conquistaram medalhas de prata no Mundial do Chile. Schrojf, Masopust, Popluhár, Bubník e Novák eram estrelas de classe mundial. E o fato de termos conseguido marcar sem sofrer gols é mérito inteiramente de Yashin. Já no início do jogo, Bubník ficou cara a cara com ele - e nada aconteceu. Aí, quando Valya Ivanov já havia aberto o placar, Yashin agarrou um pênalti. E quando um goleiro joga como um deus, algo semelhante a um complexo de inferioridade recai sobre o adversário. (...) Ivanov marcou o segundo gol e eu, com um avanço de Bubukin, marquei o terceiro".
A primeira Eurocopa terminaria nas mãos dos vermelhos após trabalhosa vitória na prorrogação contra a Iugoslávia, em julho: o adversário atacou mais, mas Yashin defendeu muito, aparecendo em especial ao salvar duas tentativas adversárias em cobranças de falta sem oferecer rebotes. Os iugoslavos puderam abrir o placar, que estaria maior se, com o jogo ainda sem gols, Milan Galić (ele próprio o autor do gol) não desperdiçara chance frente a frente com o goleiro. Os soviéticos conseguiram os dois gols da vitória de virada em contra-ataques; Slava Metreveli igualou no início do segundo tempo e Yashin cumpriu jornada descrita como "exemplar" para forçar uma prorrogação. No primeiro tempo extra, reluziu em especial ao recuperar-se em cobrança de falta na qual a Iugoslávia buscou surpreende-lo com um tiro direto ao invés de um lançamento, e também ao defender sem oferecer rebote um arremate de Galić no meio da área soviética.
Já no segundo tempo extra, aproveitando longo arremesso de Yashin para um contra-ataque, Yuri Voynov recebeu já no meio-campo tal lançamento e, ganhando a disputa com Željko Matuš, conectou a bola para Mikheil Meskhi, no flanco esquerdo. Este então driblou um zagueiro e passou para Ponedelnik, correndo rumo à marca do pênalti, marcar o gol da virada, fazendo os adversários perderem a cabeça: o próprio Ponedelnik saiu da partida direto para um hospital, com suspeita de fratura na costela, e o meio-campista Igor Chislenko levou doze pontos em corte no supercílio. Na crítica do Mundo Deportivo, a derrota iugoslava foi "injusta", não vencendo "porque guardava a portaria russa o gigante Yashin". De acordo com o jornal, a URSS era mais "atlética" do que "futebolística", sendo o goleiro "o único que se aparta dessa linha disciplinada, pragmática e de eslava monotonia que constitui o onze soviético".
Com efeito, em agosto de 1960 Yashin foi o único soviético escalado pela revista France Football para o time ideal do mundo na temporada 1959-60: ele, Djalma Santos, Bellini e Nilton Santos, József Bozsik, Nils Liedholm, Raymond Kopa e Pelé; Garrincha, Alfredo Di Stéfano e Francisco Gento. A mesma revista, na Bola de Ouro, considerou o goleiro como o quinto melhor jogador europeu da temporada, com 28 pontos, quatro a menos que Di Stéfano (quarto colocado). Os três primeiros foram Luis Suárez (54), Puskás (37) e Uwe Seeler (35). Yashin foi eleito ainda o melhor goleiro daquela Eurocopa.
Em meio às comemorações dos soviéticos no restaurante da Torre Eiffel, o Real Madrid, por intermédio do seu presidente Santiago Bernabéu em pessoa, tentou a contratação de Yashin. Bernabéu teria oferecido propostas financeiras a metade dos campeões, na versão contada por Ponedelnik, ou mesmo para todos, na versão contada por uma das filhas de Yashin (Irina). Segundo ela, o goleiro foi o único a quem foi oferecido um cheque em branco, por Bernabéu considera-lo incalculável de valor. O auge da Guerra Fria, todavia, inviabilizava qualquer possibilidade de transferência de Yashin e colegas; somente em 1980 ocorreria a primeira contratação ocidental de um futebolista soviético, a de Anatoliy Zinchenko pelo Rapid Viena, só concretizada também com a contrapartida do clube introduzir ao contratado metodologias de treinamento para favorecer-lhe como potencial treinador de times soviéticos. E a segunda contratação tardaria até 1987, já favorecida pela Perestroika, quando Sergey Shavlo também rumou ao Rapid. Ainda assim, eram negociações possibilitadas também pelo declínio dos que saíam, assim como a terceira, de Oleg Blokhin, que no início de 1988 foi autorizado a jogar na segunda divisão austríaca, anos depois que viu-se impossibilitado de aceitar propostas do mesmo Real Madrid e também do Bayern Munique, Barcelona, Atlético de Madrid, Juventus e Milan.
Yashin, em 1960, também foi premiado com a Ordem de Lenin. Em 1961, foi estrela de vitória soviética sobre a Argentina por 2–1 dentro do Monumental de Núñez; a mídia argentina reconheceu na ocasião que Yashin fora determinante como poucos goleiros já vistos, tendo a URSS sofrido gol somente depois que ele, lesionado, precisara ser substituído. Foi a primeira vez em que a Argentina foi derrotada em casa por uma seleção europeia, e o resultado foi considerado justa pela revista local El Gráfico diante de uma equipe "com menos valores e menor poder de criação espontânea", mas a contar com "um goleiro de estupendas concepções no jogo de campo". A crônica pós-jogo teceu a seguinte análise sobre o goleiro:
| “ | Yashin deu no sábado uma lição de futebol de goleiro tão perfeita, mas como mais personalidade e gravitação no campo, que as que costuma dar Carrizo no River Plate. O resto da equipe russa se moveu ao compasso desse goleiro que impôs em todo momento a garantia de defender a bola na defesa e ataque. Que chegou a fazer da Rússia a dominadora da partida sobre o terreno soviético, ali onde a Rússia aparentemente se defendia e a Argentina aparentemente atacava. Ali foi amplíssima a superioridade de todo o bloco vermelho consagrado a 'ter a bola'. E o eixo dessa posse, que foi a arma de mais eficaz anulação dos melhores recursos pessoais argentinos, foi Yashin, com suas vozes de mando, suas indicações, suas saídas a dar respiros ao defensor premiado, seus envios ao lateral sempre descoberto para receber a bola. Poucas vezes se viu em Buenos Aires um goleiro que mandasse tanto em uma partida. Hoje acreditamos que aquele qualificativo de melhor goleiro do mundo que se dispensou a Yashin há vários anos tinha não só influências de reparto para conformar a todos, mas também fundamentos de coisa muito certa. (...) A Rússia não realizou para a vitória nada mais importante - quer dizer, pouco para a vista, muito tecnicamente - que defender massivamente a bola em qualquer parte do campo e especialmente em sua zona defensiva, onde precisa-se repetir que foi dominador onde a Argentina parecia dominar. | ” |

Na classificação nas eliminatórias, foi decisivo na classificação, em confronto direto contra a Turquia em Istambul; sua experiência e frieza foram fundamentais para segurar o selecionado soviético após os turcos empatarem a partida seis minutos após o gol da URSS, que tinha a vantagem do empate e sofreu pressão até os cinco minutos do fim, quando conseguiu marcar seu segundo gol e vencer o jogo. Na Bola de Ouro de 1961, o goleiro inclusive acabou quarto colocado, abaixo de Omar Sívori, Luis Suárez e Johnny Haynes.

### Reputação em dúvida após a Copa de 1962
Em abril de 1962, Yashin e a União Soviética golearam o Uruguai por 5–0 em Moscou, em amistoso preparativo à Copa do Mundo no Chile. Na sequência, a URSS viajou antecipadamente à América do Sul, chegando a realizar em maio um amistoso com o América de Cali, um 0–0 na Colômbia. Na excursão, uma de suas defesas teria involuntariamente causado a morte, por ataque cardíaco, do pai desgostoso de um adversário. O goleiro fez questão de prestar condolências no funeral.
Dois dias após o pontapé inicial do Mundial, a diplomacia dos Estados Unidos chegou a patrocinar uma visita do músico Louis Armstrong ao Chile, sede da torneio, para conter alguma euforia chilena com a delegação soviética - em um contexto de paranoia extrema na Guerra Fria que, em meses, desembocaria na crise dos mísseis de Cuba. Apesar da preocupação que despertava inclusive politicamente, Yashin deixaria no Mundial uma impressão das mais negativas: apesar da boa estreia contra a Iugoslávia, onde os lances da URSS bons (os dois gols e as defesas de seu goleiro) e ruins (a fratura de Eduard Dubinskiy em meio à violência adversária) foram bastante similares às da decisão da Eurocopa dois anos antes, seu mito se abalara primeiramente no duelo com a Colômbia. A União Soviética vencia por 4–1, os três primeiros gols obtidos em três minutos no primeiro tempo, mas inesperadamente sofreu o empate.
Aos 22 minutos do segundo tempo, os colombianos conseguiram um gol olímpico que passou entre a trave e o defensor Givi Chokheli, originando discussões que desestabilizaram todo o time soviético, que em dez minutos permitiu a igualdade em 4–4. Foi uma das raríssimas vezes em que Yashin sofreu mais de dois gols em um único jogo de seleção; isto ocorreu em outras duas vezes, ambas contra a Áustria, que venceu por 3–1 em Viena em 4 de setembro de 1960 e foi derrotada por 4–3 em Moscou em 11 de junho de 1967. Também é o único gol olímpico nas histórias das Copas do Mundo.
Por outro lado, mais de um colega do goleiro asseguraria que, sem ele, os colombianos teriam conseguido a vitória — em função de defesas que realizou em meio àquela reação dos sul-americanos, inclusive uma no minuto final, algo enfatizado também pelo próprio autor do gol olímpico, Marcos Coll; e o surpreendente resultado também se atribuiu a uma arbitragem imparcial: o juiz, João Etzel Filho, era um brasileiro de origem húngara e admitiria ter prejudicado propositalmente os soviéticos, como retaliação pessoal à repressão do Pacto da Varsóvia à Revolução Húngara de 1956.
Na sequência, a URSS reencontrou o Uruguai. Enervados pela derrota de 5–0 no amistoso de semanas antes, os celestes dominaram a maior parte do jogo, mas terminaram derrotados novamente, por 2–1, e eliminados na fase de grupos. Os soviéticos, por sua vez, avançaram, mas então disputaram seu primeiro mata-mata novamente contra o anfitrião, tal como em 1958. No duelo contra os chilenos, Yashin verdadeiramente falhou, na derrota por 2–1: no primeiro gol, esperou uma cobrança de falta adversária em dois toques (o que não seria o caso, pois o lance que a originara tinha sido uma obstrução) e acabou não se mexendo diante do único arremate, observando a bola entrar em seu ângulo esquerdo, em chute que ganhou também uma inesperada curva de trivela. A outra ocorreu apenas um minuto depois do gol de empate soviético, em que ele chegou atrasado em um chute rasteiro de fora da área.
Yashin, que estava sofrendo de úlcera, não conteve o choro nos vestiários. Foi prontamente defendido pelo treinador: "apesar dos 32 anos, não acabou ainda de nos assombrar. Ainda está distante o dia de seu retiro. Seja como for, Yashin ficará na história do futebol como um dos maiores goleiros que o mundo conheceu". Mesmo assim, o goleiro chegou a ficar quase um ano sem jogar pela URSS: após aquele jogo contra o Chile, em 10 de junho de 1962, voltaria a defender a URSS somente em 22 de maio de 1963, contra a Suécia. Não obstante, foi figura ausente de jogo ocorrido outros quatro dias mais tarde, um curioso duelo contra o Flamengo — no qual o goleiro soviético foi Vladimir Maslachenko no empate em 0–0 em Moscou.
Seu colega Albert Shesternyov, estabelecido na década de 1970 como o recordista de jogos pela seleção soviética, relembraria em 1971 sobre aquela situação: "na vida de Yashin, não houve só momentos de glória: houve também os de crise. Um deles, o mais grave, se produziu no Chile, durante a Copa do Mundo. Yashin tinha então 33 anos. Que força de ânimo, que confiança era necessária para continuar jogando e chegar a ser o melhor goleiro do mundo! Para alcançar semelhante resultado, para Yashin não bastava realmente responder segundo seu nível habitual; era indispensável que, aos seus 33 anos, encontrasse em si mesmo a força necessária para realizar um salto qualitativo".
No mesmo sentido, o goleiro foi defendido também por Viktor Serebryanikov: "o que posso dizer sobre isso? Ocorreu uma tragédia. Talvez pela primeira e última vez, os nervos de Lev Ivanovich falharam. Mas algo assim pode acontecer com qualquer um. Sim, dois gols acabaram no gol dele. Mas nossos jogadores de campo também não conseguiram marcar tantos ou mais um. Por que não vieram em socorro do goleiro, que salvou as equipes - tanto o Dínamo Moscou quanto a seleção da URSS - mais vezes do que qualquer goleiro poderia sonhar? E que personagem lutador Yashin tinha! Para qualquer outra pessoa, tal enxurrada de críticas injustas os teria forçado a deixar os portões para sempre. E Yashin só precisou de um tempinho para recuperar o fôlego, recobrar o juízo e retomar o cargo, para provar que não tem igual nem no país nem no mundo. Aliás, ele era adorado no exterior. Não, eles até o idolatravam. Tanto na Europa quanto na América Latina, os torcedores, na minha opinião, não se importavam com qual time os procurava - a seleção nacional ou o Dínamo Moscou. Já no aeroporto eles estavam competindo entre si fazendo a mesma pergunta: “Yashin está? Yashin está?".
Leonid Ostrovskiy, o futebolista letão da delegação, chegou a declarar em 1996 que, sem Yashin, os soviéticos sequer teriam chegado à partida que os eliminou:
| “ | No Chile, perdemos taticamente. Vencemos os iugoslavos no grupo, embora tenhamos terminado a partida com dez homens: Edik Dubinskiy foi retirado do campo em uma maca e a cabeça de Slavka Metreveli foi quebrada - os iugoslavos jogaram de forma muito rude. A partida com os colombianos foi um pesadelo. O calor estava insuportável, mas liderávamos por 4–1 e tínhamos vantagem total. E de repente conseguimos [sofrer] o gol mais ridículo. Os colombianos cobraram escanteio, a bola quicou desajeitadamente em direção ao nosso gol e escorregou entre as pernas de Netto. Chokheli estava na trave mais próxima, Yashin gritou: 'Vá!', e aparentemente ouviu: 'Estou indo!'. Perdeu a bola, um tropeço, um rebote e um gol. Como os colombianos correram depois disso! De onde eles tiraram sua força? 4–3, 4–4! E eles continuam pressionando. Se não fosse por Lev Ivanovich - ele salvou umas nove mortais - teríamos perdido, com certeza. Aparentemente, o próprio Deus nos sugeriu isso, mas não ouvimos e... Depois do jogo [contra os chilenos], os donos da casa choraram de felicidade e nós choramos de frustração. Sofremos o primeiro gol do nada. Valya Ivanov pegou a bola no seu próprio meio-campo, cruzou o círculo central com ela e perdeu inesperadamente para Rojas. Ele arrastou a bola cerca de 20 metros para frente e chutou de longe por cima. A bola voou por muito tempo, mas por algum motivo Lev Ivanovich não estava preparado para recebê-la. Quando ele começou a conseguir, já era tarde demais: havia um gol. Empatamos o placar e ao longo do segundo tempo pressionamos o adversário: Ponedelnik acertou na trave, Metreveli, após excelente passe pela lateral direita, habilitou Ivanov para um chute - bastou colocar o pé para cima ... e então marcaram uma penalidade a 25 metros na diagonal do nosso gol. Naquela época, esses chutes eram executados sem apito. Lev Ivanovich mexeu-se um pouco para ver como estava a barreira e onde estava a bola, e naquele momento Sánchez chutou para o canto próximo: 1–2. Em Moscou, toda a culpa pelo fracasso recaiu sobre Yashin. Não foi fácil para ele naquele momento. Mas Lev Ivanovich encontrou forças para não desanimar e no ano seguinte, em 1963, tornou-se o melhor jogador de futebol da Europa. | ” |

### A volta doAranha Negra: Bola de Ouro de 1963
Apesar do insucesso na Copa do Mundo FIFA de 1962, Yashin manteve renome o suficiente para ser o escolhido para defender no ano seguinte o gol da primeira vez em que foi reunida a seleção do Resto do Mundo, para o centenário da Associação de Futebol da Inglaterra. Foi o titular e Milutin Šoškić, seu reserva, em outubro de 1963 em Wembley. Dado o ineditismo da seleção do Resto do Mundo (até então, a seleção da FIFA no máximo reunia somente a Europa), a partida recebeu atenção especial, chegando a ser rotulada como "o jogo do século". E, em meio a estrelas como Alfredo Di Stéfano, Ferenc Puskás, Eusébio e Raymond Kopa, Yashin foi quem mais se destacou, sem sofrer gols até dar lugar ao reserva; em suas intervenções, agarrava com força a bola, sem oferecer rebotes. Na defesa mais famosa, o adversário Bobby Smith já agitava os braços para comemorar gol em cabeceio seu e a plateia igualmente preparava-se para gritar, ficando então muda para logo render aplausos ao soviético.
O jogo permaneceu 0-0 até o Resto do Mundo abrir o placar já no minuto 70. Contudo, os ingleses viraram rapidamente, com gols nos minutos 83 e 87. Yashin seguia classificando à altura de 1967 aquela como sua partida favorita na vida. Sua viúva, Valentina Timofeyevna Yashina, relembraria o contexto:
| “ | Os problemas do meu marido começaram logo após o final do Mundial no Chile, onde a seleção da URSS, tendo perdido para os donos da casa com o placar de 2–1, não chegou às semifinais. Naquela época, não havia transmissão televisiva dos campeonatos mundiais, principalmente de um país tão distante de nós. Portanto, recebemos informações apenas de jornalistas. Infelizmente, o correspondente do Pravda, por motivos desconhecidos, informou a Moscou que o principal culpado pela derrota para os chilenos foi Yashin, que supostamente sofreu dois gols fáceis. E lá vamos nós. E então o próprio Lev, ao retornar, em vez de responder de alguma forma à calúnia, admitiu que poderia ter jogado melhor. Infelizmente, meu marido só sabia defender um gol de futebol. Mas, para se defender, não lhe faltou caráter. Como resultado, os espectadores começaram a vaiá-lo nos jogos de Moscou e alguns jornalistas o perseguiram. Vi como o Lev estava preocupado e até queria encerrar a carreira. Nestes momentos difíceis, Lev contou com o apoio dos companheiros, o novo treinador Aleksandr Semyonovich Ponomaryov, que o tranquilizava constantemente, disse que em breve tudo daria certo. Ele até liberou repetidamente meu marido dos treinos, enviou-o à natureza para aliviar o estresse psicológico em particular, enviou-o para pescar. No final da temporada, Lev gradualmente recuperou o juízo e estava ansioso para entrar em campo. Mesmo assim, na melhor das hipóteses, ele jogou como reserva, e mesmo assim em cidades periféricas. (...) E em outubro ele foi convidado a ir a Londres para se juntar à seleção mundial para jogar contra a seleção da Inglaterra. Acompanhei Lev muitas vezes em diferentes cidades e países, mas foi a primeira vez que o vi tão animado antes de sua partida. Uma coisa é ir com toda a equipe, e outra completamente diferente é ir sozinho, em uma equipe de estrelas mundiais que não conhecia. Assisti a essa partida no telão do Comitê de Rádio. Depois do jogo, eu estava voltando para casa de táxi e de repente o taxista me perguntou: “você viu como nosso time venceu os ingleses?”. “Eu vi o jogo”, respondi. “Mas não era a seleção da URSS que estava jogando, mas sim a seleção da FIFA e, além disso, o placar foi de 2–1 a favor dos britânicos.” “Mas o nosso Lev Yashin jogou na seleção mundial. Ele não sofreu nenhum gol e foi substituído quando o placar estava em 1–0”, o piloto me convenceu. Fiquei tão satisfeita ao ouvir tudo isso que mal pude resistir em dizer que Yashin era meu marido. Lembro que Lev ficou muito impressionado com a atmosfera festiva geral. “Fomos levados por Londres num ônibus de luxo, como reis ou presidentes”, disse ele. Ele também gostou da atmosfera amigável geral da equipe. Apesar de muitas estrelas serem ricas e, às vezes, se gabarem disso, muitas vezes se comportavam como simples garotos do time juvenil: no vestiário jogavam meias alheias sobre os lustres, amarravam os cadarços das chuteiras do vizinho com um nó duplo... | ” |

No mês seguinte ao "jogo do século", Yashin reforçou o prestígio também ao aproximar a URSS bastante da classificação à Eurocopa 1964. Dentro de Roma, os soviéticos empataram em 1–1 com a Itália, tendo o goleiro defendido aos 12 minutos do segundo tempo um pênalti, cobrado por Sandro Mazzola. Apenas no penúltimo minuto a Azzurra obteve o gol do empate no Olímpico de Roma, resultado que permitiu aos visitantes avançar à fase seguinte das eliminatórias. Gennadiy Gusarov ainda recordava em 2002 que, diante de Yashin, Mazzola cobrou o pênalti "com certa hesitação". Essas duas partidas pesariam preponderantemente para que Yashin, que em novembro também recuperou título que não vinha desde 1959 para o seu Dínamo Moscou, fosse anunciado em dezembro como o vencedor da Bola de Ouro da France Football por 1963. Sua conquista soviética com o Dínamo também impressionara ocidentais, por Yashin ter sofrido somente seis gols 27 partidas, sendo que um fora de pênalti e outros dois foram gols contra, o que deslocava a responsabilidade a colegas do goleiro.
Na Bola de Ouro, Yashin obteve em peso os votos dos países comunistas, mas foi o escolhido também pelos jurados da Alemanha Ocidental, cuja revista Kicker declararia-se "convencida da alta classe de Yashin na Eurocopa em Paris", mas que o que o goleiro mostrara "em Londres foi além de elogios"; França, Portugal, Grécia e Luxemburgo. Mesmo os representantes da Itália no júri, que preferiram Jimmy Greaves como primeiro colocado, colocaram em segundo o goleiro - tendo Gianni Rivera sido colocado apenas em quinto lugar na avaliação dos eleitores do próprio país, embora houvesse liderado naquele mesmo ano o primeiro título do Milan e do futebol italiano na Liga dos Campeões da UEFA.
Aquela conquista europeia do Milan vinha fazendo de Rivera (que terminou como segundo colocado na apuração geral) o favorito, pesando contra si precisamente aquela eliminação da Itália em Roma para a URSS de Yashin nas eliminatórias da Euro. Ao fim, o goleiro recebeu 73 pontos contra 56 do italiano e 51 de Greaves, o terceiro colocado. De outro lado, a própria France Footballl reconheceria em 2015 que o prêmio por 1963 teria sido dado a Pelé caso a votação já abrangasse futebolistas que não atuavam na Europa, tendo Pelé naquele mesmo ano sido campeão brasileiro, da Libertadores da América e do Mundial Interclubes, além de acumular 51 gols em 36 partidas oficiais pelo Santos.
Por décadas, Yashin, então com 34 anos, foi o segundo jogador mais velho contemplado com a Bola de Ouro, abaixo somente do vencedor inaugural, Stanley Matthews, que já tinha 41 anos e dez meses em 1956. Em 2021, o russo foi superado pelos 35 anos de Lionel Messi, a vencer também aos 36 anos de idade, por 2022. No século XX, somente outros dois goleiros estiveram perto de serem premiados: Dino Zoff, em 1973, e Ivo Viktor, em 1976, também estiveram no pódio, assim como Oliver Kahn, Gianluigi Buffon e Manuel Neuer no século XXI. Mas, acerca do prêmio de 1963, Yashin, modestamente, afirmava que Vladimir Beara seria o verdadeiro melhor goleiro europeu daquele momento.

### Vice na Euro 1964 e campanha semifinalista na Copa 1966

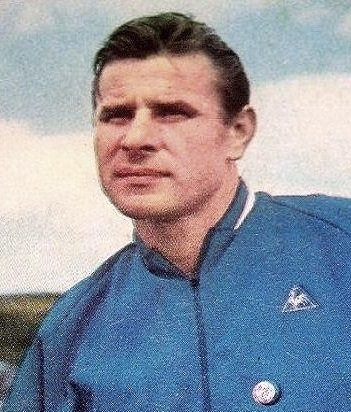
Lev Yashin em 1966

A classificação à Euro - então restrita a quatro seleções - ainda demorou até o próprio ano de 1964, obtendo-se diante a Suécia, após empate em 1–1 no Råsunda e triunfo de 3–1 em Moscou. Em meio às eliminatórias, em 20 de maio Yashin defendeu a seleção da Europa em amistoso que celebrou os 60 anos da Associação Dinamarquesa de Futebol. A partida foi contra uma seleção também multinacional, dos países nórdicos, derrotados por 4–2 em Copenhague. Uma semana depois, em 27 de maio, a URSS então assegurou a vaga na Euro, com a vitória de 3–1 sobre os suecos. Foi precisamente antes do pontapé inicial desse jogo em Moscou que Yashin, diante de 100 mil espectadores no estádio Lenin, recebeu de representantes da revista France Football a Bola de Ouro válida por 1963.
A fase final da Euro foi sediada na Espanha, cuja ditadura franquista, ainda sem reconhecer diplomaticamente a União Soviética, tornou necessária a intervenção da UEFA para que fossem concedidos vistos especiais de entrada aos soviéticos. Na Euro, iniciada já com as semifinais, a URSS começou vencendo a Dinamarca por 3–0 no Camp Nou. A decisão, contra a anfitriã Seleção Espanhola, correu risco de não se realizar; Francisco Franco se opunha pessoalmente, precisando ser convencido de que a decisão poderia ser útil como batalha ideológica. Em Madrid, Yashin e colegas acabaram derrotados por 2–1.
O primeiro gol atribuiu-se falha a um lateral soviético, que propiciou que Jesús Pereda recebesse livremente assistência de Luis Suárez e arrematasse sem que Yashin possuísse chance de intervenção. O empate veio dois minutos depois e a partida permanecia em igualdade até os oito minutos finais, quando ocorreu o segundo gol espanhol, creditado a um cabeceio "esplêndido" de Marcelino. Nos vestiários, Yashin declarou ter sido um resultado justo: "A Espanha mereceu a vitória; atuou com muita decisão em todo momento e fazem isso com uma velocidade endiabrada. Todos me agradaram muito. Os gols que me marcaram? Creio que o primeiro foi por falha de minha defesa; do segundo, não tenho nada que opor: um grande tento". A despeito do vice-campeonato, Yashin foi eleito oficialmente o melhor goleiro daquela Eurocopa, tal como em 1960.
Meses depois, Yashin voltou a atuar pela seleção da Europa, em 23 de setembro, em amistoso beneficente para a reconstrução de Skopje após o terremoto de 1963. A seleção continental venceu por 7–2 a Iugoslávia. No mesmo semestre, realizaram-se as Olimpíadas de 1964 e, apesar de favorita para vencer no futebol, a URSS não participou. Em 1965, a classificação à Copa do Mundo FIFA de 1966 foi obtida sem maiores problemas nas eliminatórias e Yashin acabou entre os votados à Bola de Ouro, mesmo que em 13º lugar. Naquele ano, jogou uma vez mais pela seleção da Europa, que em 28 de abril enfrentou a Grã-Bretanha para o jogo de despedida de Stanley Matthews; em  Stoke-on-Trent, os britânicos foram vencidos por 4–2. Ao fim da partida, o russo e Ferenc Puskás fizeram questão de carregar Matthews nos ombros para a volta olímpica.
Na primeira fase da Copa de 1966, o veterano, longe da melhor condição física, só foi titular na vitória contra a Itália. Já com 37 anos, foi poupado do jogo contra a Coreia do Norte, a estreia, e contra o Chile, pois os soviéticos já estavam classificados, dando seu lugar ao reserva Anzor Kavazashvili. O próprio Kavazashvili relembraria em 2008 o espanto que causou ao ser o escalado na estreia, assim como o alívio que sentiu ao saber que Yashin enfrentaria a Itália. Na mesma ocasião, detalhou a grande relação que tinham: "Como alguém pode ficar insatisfeito com um homem-estrela se ele nunca enfatizou sua grandeza? Ele se comportou de maneira mais simples. O destino me uniu a um cara maravilhoso".
Nas quartas de final, contra a Hungria, voltou ao gol e a angariar imponência, ao ser o personagem do jogo, fazendo meia dúzia de defesas antológicas - voltando a ser o Aranha Negra também nas Copas. A União Soviética caiu na partida seguinte, a semifinal contra a Alemanha Ocidental. No gol de Helmut Haller, sofreu inesperado gol sob pouco ângulo e, no de Franz Beckenbauer, acabou atrapalhado com companheiros lhe obstruindo a visão do líbero, que acertou um lindo chute de fora da área, balançando o ângulo esquerdo de Yashin. Perderia também o terceiro lugar, para Portugal. Eusébio marcou um gol de pênalti, sobre o qual Yashin relataria que "enquanto jogava com ele pela Seleção Europeia, em Split, contra a Seleção Iugoslava, percebi que seu tiro preferido era sob o lado direito do goleiro. E aqui, na Copa, ele acertou três pênaltis antes de nos encontrar - e todos no mesmo lado. Eu tinha o direito de pensar que ele não mudaria de hábito num momento tão crucial e me preparei para isso. No entanto, revelou-se impossível fazer qualquer coisa: o golpe foi muito certeiro e forte".
A URSS empatou ainda no primeiro tempo, com Eduard Malofeyev, mas os portugueses obtiveram o gol da vitória aos 44 minutos do segundo, assim descrito por Yashin: "depois de um curto cruzamento perto de marca do pênalti, houve uma luta aérea entre Korneyev e Augusto. Augusto pulou um pouco mais alto e mais cedo e jogou a bola para o lado. Torres, que por acaso estava por perto, chutou com força em movimento por baixo da trave e sem interferência. Era impossível, na minha opinião, salvar a situação". Embora a premiação oficial de melhor goleiro fosse dada ao campeão Gordon Banks, para o Jornal do Brasil o melhor da Copa na posição teria sido Yashin.

### Epílogo
Yashin, à beira dos quarenta anos e da aposentadoria, realizou ainda em 1967 o que terminou sendo sua última partida oficial pela Seleção Soviética, um 4–0 sobre a Grécia pelas eliminatórias à Eurocopa 1968. Sendo raríssimas vezes vazado mais de duas vezes, terminou sua trajetória nela com menos gols sofridos do que partidas realizadas: foram 72 gols tomados em 74 jogos oficiais.
Esperava-se que ele disputasse o futebol nos Jogos Olímpicos de Verão de 1968, mas a FIFA e a Federação de Futebol da União Soviética pactuaram ainda em 1967 acordo pelo qual só jogariam as Olimpíadas futebolistas soviéticos que não houvessem ainda disputado partidas internacionais. Ao final, a seleção da URSS acabou não disputando os Jogos. Embora ausente também da Euro 1968, naquele ano o goleiro ainda entrou em campo pela seleção do Resto do Mundo. Foi em outra ocasião especial, na qual pela primeira vez o selecionado da FIFA realizou uma partida fora das Ilhas Britânicas, visitando o Brasil, que comemorava os dez anos do título mundial de 1958. O ineditismo chegou a ser enaltecido na época pelo Jornal dos Sports como equiparável justamente a sediar uma Copa do Mundo: "vai ser uma festa como não houve outra no Rio — perdemos a oportunidade de 1950".
O Brasil venceu por 2–1 em 6 de novembro, com Rivellino abrindo o placar aos 3 minutos. No lance, considerado por ele como seu gol favorito em declaração dada em 1990, "fuzilou o goleiro Yashin, sem apelação. Tudo numa fração de segundo", na descrição do Correio da Manhã. Rivellino, que havia driblado Wolfgang Overath e Franz Beckenbauer antes de chegar em Yashin, também marcou outro gol, mas um impedimento de Natal invalidou o lance, igualmente um petardo, aos 25 minutos. Dois meses depois, ao reencontrar Yashin no Torneio Internacional de Santiago em janeiro de 1969, Rivellino ouviu atentamente do russo: "houve o jogo contra a seleção da FIFA e eu joguei contra você. Você tem um grande futuro pela frente. Você é um jogador muito perigoso para os goleiros. Aquele segundo gol que marcou em mim foi uma beleza. Deveria valer. Entretanto, talvez lhe falte um pouco mais de experiência, de continuidade de jogo. Mas os anos lhe darão isso. Vou lhe dar um conselho que julgo muito importante: jamais acredite que sabe tudo. A cada dia há sempre alguma coisa a aprender".
O Resto do Mundo empatara ainda no primeiro tempo, e o goleiro, na análise do Correio da Manhã, "provou sua categoria" quando espalmou para escanteio "numa só defesa" um chute de Paulo Cézar. O segundo gol brasileiro (de Tostão) deu-se no segundo tempo, quando o goleiro da seleção mundial já era Ladislao Mazurkiewicz. Já a seleção soviética via em Yevgeniy Rudakov um novo astro astro na posição de Yashin. Rudakov seria um dos ícones da ascensão do Dínamo Kiev como máximo campeão soviético, Contudo, ele lesionou-se pouco antes da Copa do Mundo FIFA de 1970. Yashin acabou então convocado ao Mundial, ainda que para ser reserva de Anzor Kavazashvili.
No México, acabou portando-se como porta voz informal do elenco soviético, como membro mais prestigiado da delegação. Chegou a gerar expectativa de que atuasse contra a Bélgica, na segunda rodada; Kavazashvili, embora reconhecidamente bom, tivera na estreia uma atuação marcada por saídas equivocadas do gol, no 0-0 com o anfitrião México. A possibilidade de Yashin jogar também propiciaria também uma despedida sua em Copas. Àquela altura, Ángel Labruna detinha o recorde de jogador mais velho a disputar a competição, por ter atuado aos 39 anos e oito meses em 1958. Yashin, por sua vez, tinha 41 anos incompletos em maio de 1970.
Contudo, dores musculares sentidas em uma das pernas inviabilizaram que Yashin entrasse em campo, sendo noticiada a tristeza que os colegas sentiram pela indisponibilidade física do ídolo. O concorrente Kavazashvili, a ter uma atuação "inspirada" no triunfo de 4–1 contra os belgas, seguiria assim na titularidade até a eliminação nos mata-matas, frente o Uruguai. A marca de Labruna viria a ser batida primeiramente por Pat Jennings, que entrou em campo no dia do próprio aniversário de 41 anos, na Copa do Mundo FIFA de 1986.
Revaz Dzodzuashvili, um dos membros da delegação de 1970, opinou em 1996, mesmo sendo georgiano como Kavazashvili, que a eliminação contra o Uruguai não teria ocorrido se fosse Yashin o goleiro ao invés do conterrâneo:
| “ | Nosso principal goleiro nas eliminatórias foi Yevgeniy Rudakov. Antes do campeonato, ele machucou o ombro e Anzor Kavazashvili foi para o México como número um. Leonid Shmuts do CSKA foi repentinamente anunciado como seu reserva. E o grande Yashin acabou sendo apenas o terceiro goleiro do time. Ele foi colocado no gol em alguns jogos-treino, e posso testemunhar que, quando Yashin estava em campo, o time jogava um futebol diferente, completamente desinibido e apaixonado. Durante a partida, Yashin criou uma atmosfera fantástica de conforto de jogo e sentiu com surpreendente sensibilidade o humor de cada jogador... Kavazashvili é um excelente goleiro, jogou bem no México. Mas uma espécie de fé quase mística está viva em mim: se Yashin estivesse no gol naquele momento, os uruguaios não teriam marcado contra nós. Ele teria conseguido navegar na situação de forma inequívoca e, antes mesmo de o uruguaio começar o drible, provavelmente teria dito a Afonin: “pare-o”. Porém, todas essas são fantasias minhas, que ainda me excitam o sangue...". | ” |

Oficialmente, a última partida de Yashin pela URSS ocorreu em 1967, mas ele ainda a defenderia em um jogo festivo de despedida em 27 de maio de 1971, contra o Resto do Mundo (um empate em 2-2), precisamente na terceira partida da história dessa outra seleção. Contabilizava até janeiro daquele ano 1.787 jogos, considerando-se até amistosos do Dínamo Moscou contra times não-oficiais, como os de unidades das Forças Armadas para distração de soldados.
Meses depois, também jogou pelo próprio Resto do Mundo, em 31 de agosto, no San Siro, em jogo de veteranos contra os da Itália, vencedora por 4-2. A partida foi considerada a despedida de Yashin para o público ocidental e relato presencial da revista brasileira Placar descreveu como, comovida, a plateia gritava por Yashin, precisava ser contida por policiamento reforçado para não invadir o campo e vaiava os próprios gols italianos.
Tostão fizera os dois gols do Resto do Mundo  e declarou o seguinte para a mesma Placar publicada na semana seguinte ao jogo:
| “ | Eu parava e via porque o chamavam de Aranha Negra. Lá do meio-de-campo, o adversário atacando, eu via seu corpo curvado, os braços esticados, as mãos quase tocando a grama. Seus movimentos, seu balanço, parece que ele já sabe onde vai a bola, antes mesmo de chutarem a gol. Lá no meio-de-campo fiquei pensando que era realmente uma pena ele parar de jogar. Como é bonito um homem com a sua classe e através do esporte suplantar todas as doutrinas políticas e ser amado por todo o mundo, virando uma lenda, uma lenda que ninguém mais verá em campo, e que não viverá como lenda, mas como saudade de todos os que gostam de futebol. Foi uma das maiores emoções da minha vida ver os milhares de garotos invadirem o gramado de San Siro dez minutos antes de acabar o jogo para levantar Yashin. Seus rostos mostravam ao mesmo tempo admiração e uma espécie de gratidão. Quando entreguei minha camisa da FIFA a Yashin, no vestiário de San Siro, ele me fez um pedido: 'É como tricampeão mundial, pelo país onde o futebol é quase uma religião, que você, Tostão, segue a caminhada que Pelé e eu já encerramos. Vocês, jogadores brasileiros, devem entender que todo o mundo está voltado para vocês. E vocês devem dar o exemplo, para que o futebol continue unindo os povos do mundo, através da categoria de vocês, e desse belo instrumento artístico que chamamos de bola'. | ” |

Com a invasão de campo se tornando inevitável ao fim da partida, Yashin retirou-se seminu aos vestiários, trajado apenas com calção e roupa interior, para ser cumprimentado em fila indiana sob diversos idiomas pelos demais futebolistas presentes. Dizia a todos, em mistura macarrônica de italiano com espanhol, "que belo é o futebol, que belo é o futebol".

## Aposentadoria, morte e legado

### Anos 70 e 80

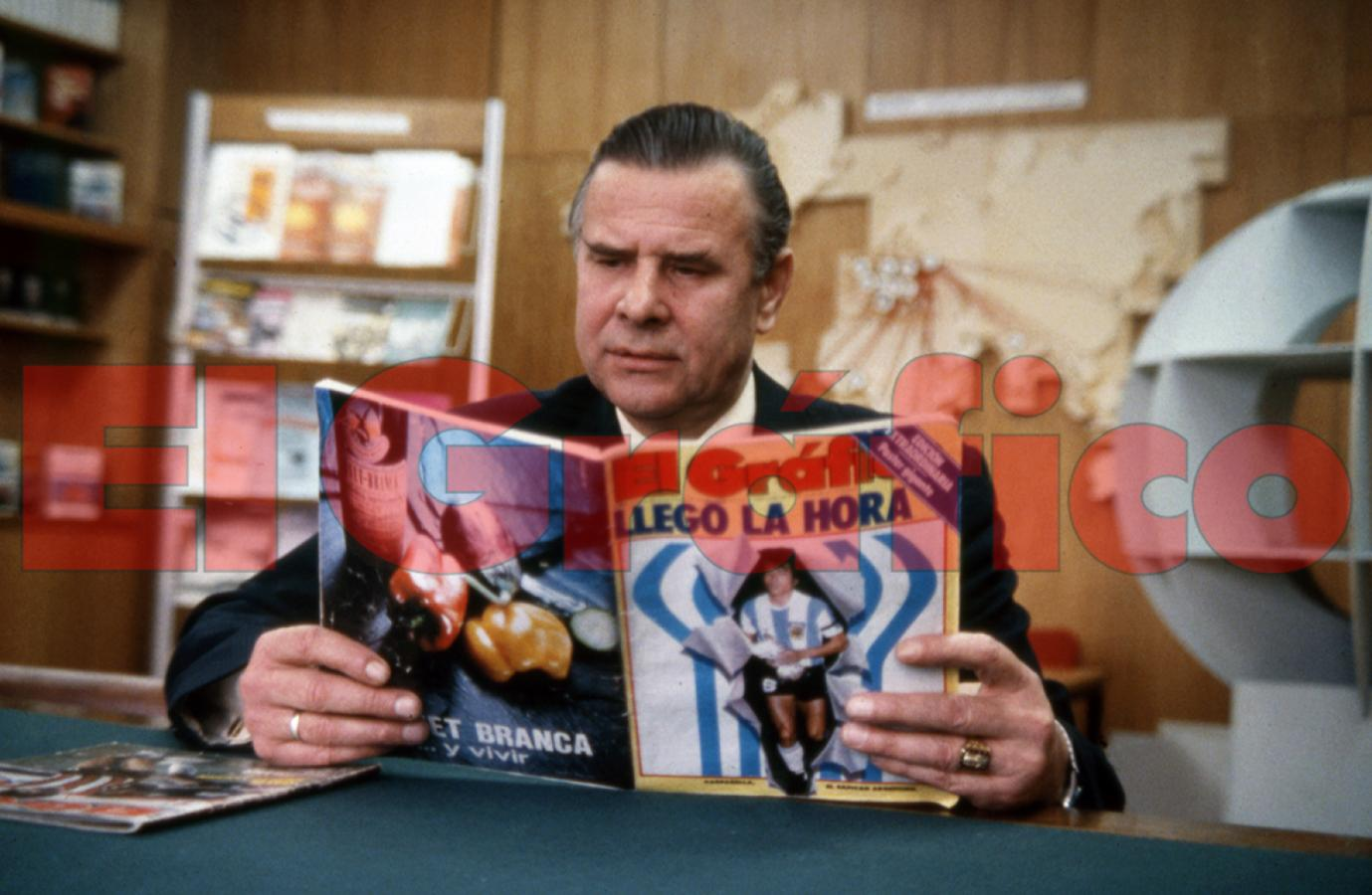
Yashin em 1983.

Yashin se aposentou com 42 anos, em 1971. Em 1983, refletiu que "já era o momento. Depois dos impulsos juvenis, no goleiro vem um período de acúmulo de experiências, de sabedoria e em especial um aprofundamento do conhecimento dos adversários. Isso se consegue ao redor dos 25 anos. Mas a melhor etapa começa somente nos 30". Passou a treinar equipes juvenis e trabalhar como professor de educação física, além de ter participado das comissões técnicas do Dínamo e da Seleção Soviética. No segundo semestre de 1978, assumiu como presidente da Federação de Futebol da União Soviética. Em 1981, passou a vice-presidente dela. Nesse mesmo ano, a revista brasileira Placar promoveu, com jornalistas dos principais veículos da imprensa esportiva do mundo, uma eleição do time ideal da história. Yashin recebeu 33 dos 70 votos possíveis e foi escolhido para goleiro.
Ao longo da década de 1980, começou então a enfrentar uma sequência de problemas de saúde. Em agosto de 1982, sofreu uma hemorragia intracerebral que ainda o matinha hospitalizado à altura do dia do seu 53º aniversário; o incidente chegou a deixa-lo com paralisia facial por um tempo, mas pôde eventualmente se recuperar plenamente, a ponto de em 1983 ser convidado ao jogo de despedida de Dino Zoff. Naquele mesmo ano, trabalhava normalmente, como vice-diretor do Departamento de Futebol no Ministério de Esportes da URSS.
Contudo, em 1984, precisou amputar uma perna em função de um problema circulatório, sentido enquanto participava na Hungria de uma partida de veteranos entre húngaros e soviéticos, precisando inclusive voltar urgentemente à URSS para a cirurgia. Recordando em 2005 aquele momento, sua viúva Valentina Yashina descreveu-o assim: "foi uma desgraça terrível, uma desgraça para ele e para todos , mas não uma tragédia. Foi isso que eu disse ao próprio Lev quando nos encontramos na unidade de terapia intensiva do hospital, na manhã seguinte à operação. Ele estava reclinado em uma espreguiçadeira, ainda se recuperando da anestesia. Mas ele já estava ciente do que estava acontecendo. Ele me viu, chorou e gesticulou: isso é o que sou agora. Inclinei-me para ele, beijei-o em sua bochecha molhada e sussurrei em seu ouvido: 'Lev, eu sei o quanto você está dolorido agora e como você se sente mal em sua alma. Mas no final, eles não cortaram toda a sua perna. O principal é que você continue sendo um homem, assim como era. E eu ainda vou te amar!'. Bem, eu disse isso a ele e ele de repente riu - em meio às lágrimas".
Após a amputação, pôde caminhar, ainda que com ajuda de prótese e bengala. Em 1986, teve um acidente vascular cerebral. Também em 1986, trinta anos depois de obter a medalha de ouro no futebol nos Jogos Olímpicos de Verão de 1956, foi condecorado com a Ordem Olímpica pelo Comitê Olímpico Internacional, pelos serviços prestados; em 1988, a FIFA lhe outorgou com a Ordem de Mérito.
Em agosto de 1989, pelos 60 anos de Yashin, realizou-se um jogo festivo de veteranos do Dínamo Moscou contra uma seleção de veteranos do Resto do Mundo, que no empate em 2–2 escalou Franz Beckenbauer, Carlos Alberto Torres, Bobby Charlton, Eusébio, Karl-Heinz Rummenigge, Johnny Rep e Oleg Blokhin, dentre outros. Foi a última aparição pública do goleiro.

### Anos 90
Sofrendo de câncer de estômago, Yashin recebeu no início de março de 1990, na fase terminal da doença, a condecoração de Herói do Trabalho Socialista, mais alta honraria soviética. Foi o primeiro esportista a recebê-la, sendo condecorado pessoalmente por Mikhail Gorbachov. Morreu ao fim daquele mesmo mês, vitimado pela doença, passando desde então a nomear a escolinha do Dínamo Moscou.
Em 1994, quatro anos após sua morte, a FIFA batizou com o seu nome o prêmio dado oficialmente ao melhor goleiro de um Mundial. O Troféu Lev Yashin seria posteriormente renomeado para Luva de Ouro. No mesmo ano foi escolhido para a equipe de todos os tempos da Copa do Mundo FIFA. Em 1997, um monumento a Yashin foi aberto no estádio Lujniki. Presente na Seleção de Futebol do Século XX, em uma eleição realizada em 1998 pela FIFA, Yashin foi escolhido o melhor goleiro do século XX por ela, bem como pela Federação Internacional de História e Estatísticas do Futebol, que o pôs acima no pódio com Gordon Banks e Dino Zoff, seguidos por Sepp Maier.
Em 1999, foi o goleiro mais bem avaliado em eleição da revista Placar que elegeu os cem maiores craques do século, e o 11º jogador na lista geral, abaixo da ordem formada por Pelé (1º), Diego Maradona, Johan Cruijff, Garrincha, Franz Beckenbauer, Alfredo Di Stéfano, Ferenc Puskás, Michel Platini, Eusébio e Romário (10º).

### Anos 2000 e 2010
Em 2000, dez anos após a morte do goleiro, foi aberto no estádio do Dínamo Moscou um memorial ao ídolo. Em 2002, Yashin foi escolhido no FIFA Dream Team da história das Copas do Mundo FIFA, mesmo que, por ironia, ele jamais tenha sido eleito oficialmente o melhor goleiro de alguma edição do Mundial. Em novembro de 2003, foi eleito o melhor jogador russo dos 50 anos da UEFA, nos prêmios do Jubileu da entidade. Em 2005, a revista brasileira Placar considerou Yashin como o 23º maior jogador da história das Copas do Mundo, logo à frente de finalistas do torneio como Roberto Baggio (24º), Mario Kempes (25º), Paolo Rossi (26º), José Leandro Andrade (27º), Gerd Müller, (28º), Rivaldo (29º) e Sepp Maier (30º).
Em 2012, a revista estadunidense Sports Illustrated convidou dez jornalistas para apurar os dez maiores futebolistas da história. Yashin foi considerado o 6º maior, abaixo de Lionel Messi (1º), Diego Maradona, Johan Cruijff, Pelé e Franz Beckenbauer (5º). No ano seguinte, a revista britânica World Soccer escolheu Yashin para seu time dos sonhos, em onze ideal com Cafu, Bobby Moore, Beckenbauer e Paolo Maldini; Cruijff, Zinédine Zidane, Alfredo Di Stéfano e Maradona; Pelé e Messi. Também britânica, a FourFourTwo considerou, em 2017, que Yashin é o 22º maior futebolista da história, logo à frente de Eusébio (23º) e Ronaldinho Gaúcho (24º).
Na Copa do Mundo FIFA de 2018, sediada na Rússia, foi representado no pôster oficial do evento, um caso único a qualquer futebolista. A revista France Football criou o Prêmio Lev Yashin em setembro de 2019, uma Bola de Ouro especial para o melhor goleiro da temporada no futebol europeu; Yashin seguia como único goleiro contemplado com o prêmio maior, a ponto de Oliver Kahn ter opinado ainda em 2015, para expor sua insatisfação, que "goleiros não deveriam concorrer à Bola de Ouro".

### Anos 2020
Em 2020, a France Football escalou três times dos sonhos, com onze titulares, onze reservas imediatos e onze reservas secundários. Yashin foi eleito para o elenco principal, junto a Cafu, Franz Beckenbauer e Paolo Maldini, Xavi, Lothar Matthäus, Pelé e Diego Maradona, Cristiano Ronaldo, Ronaldo e Lionel Messi. Gianluigi Buffon e Manuel Neuer foram os respectivos reservas; neto de Yashin, Vasiliy Frolov já havia opinado em 2018 que Buffon era o herdeiro mais merecido do avô.
Na série de videogames FIFA, Yashin seguia à altura da edição 22 como goleiro de atributos mais altos no jogo entre os personagens "lendários"; a edição marcou a inclusão de Iker Casillas nesse grupo, enfatizando-se que esse goleiro espanhol só estava inferior ao russo. Em 2024, a revista britânica FourFourTwo apontou que Yashin é o segundo maior futebolista da história do Leste Europeu, superado apenas por Ferenc Puskás.

## Estatísticas
- 812 jogos na carreira
- 326 jogos pelo Dínamo Moscou no Campeonato Soviético
- 78 jogos pela Seleção Soviética
- 150 pênaltis defendidos (recorde)
- 270 jogos oficiais sem levar gol (recorde)
- Quatro Copas do Mundo FIFA disputadas: 1958, 1962, 1966 e 1970, com ao todo 14 jogos em Copas do Mundo

## Títulos
Dínamo Moscou
- Campeonato Soviético de Futebol: 1949, 1954, 1955, 1957, 1959 e 1963
- Copa da URSS: 1953, 1967 e 1970
- Campeonato Soviético de Hóquei sobre Gelo: 1953–54

Seleção Soviética
- Medalha de ouro nos Jogos Olímpicos: 1956
- Eurocopa: 1960

### Campanhas de destaque
- Eurocopa: 1964 - 2º lugar
- Copa do Mundo FIFA: 1966 - 4º lugar

### Prêmios individuais
- Goleiro do Ano da URSS: 1960, 1963 e 1966
- Equipe da Copa das Nações Europeias: 1960 e 1964
- Ballon d'Or: 1963
- Ordem de Lenin: 1967
- Ordem Olímpica de Prata: 1986
- Ordem de Mérito da FIFA: 1988
- Seleção da Copa do Mundo FIFA (All-Star Team FIFA): 1966
- Seleção de Todos os Tempos da Copa do Mundo FIFA
- Seleção de Futebol do Século XX[286]
- Time dos Sonhos da Copa do Mundo FIFA
- Prêmios do Jubileu da UEFA
- Seleção de Todos os Tempos da World Soccer[301]
- Bola de Ouro Dream Team: Melhor goleiro da História
- IFFHS ALL TIME WORLD MEN'S DREAM TEAM[302]